# La Peseta (Madrid)
La Peseta es un ensanche residencial ubicado en la zona oeste de la ciudad de Madrid, en las estribaciones de la Presierra de Guadarrama, entre los distritos de Latina y Carabanchel. La principal característica de La Peseta es que es el ensanche que tiene más premios arquitectónicos por metro cuadrado de todo el mundo. El precio del metro cuadrado en la zona es el más caro en toda la zona sur del río Manzanares, superándolo ampliamente, siendo más parecido e incluso superior que el de los vecinos de Pozuelo de Alarcón, Las Rozas de Madrid, Majadahonda y Boadilla del Monte. El ensanche de La Peseta está formado por urbanizaciones de reciente construcción, amplias avenidas y zonas verdes, que suponen el 40 % de su superficie total.
La Peseta fue Premio de Urbanismo por el Ayuntamiento de Madrid debido a ser uno de los mejores y más importantes complejos urbanísticos de la capital, diseñado en forma de damero, a través de un Plan de Actuación Urbanístico. El ensanche es atravesado por la avenida de La Peseta, su vía principal, y alberga el histórico Pinar de San José. Ocupa una superficie de 355 hectáreas (3,5 millones de metros cuadrados) y está planificado para una población de 35.000 habitantes.

## Localización
El ensanche de La Peseta se localiza al oeste de la ciudad de Madrid (España), en la histórica dehesa que hoy ocupa la zona del Prado de Somosaguas en Pozuelo, la zona de Campamento, y el actual ensanche de La Peseta. El ensanche de La Peseta se localiza en las estribaciones de la Presierra de Guadarrama, caracterizada por frondosas zonas verdes, pinares y dehesas a gran altura, a 700 metros de altitud sobre el nivel del mar. Al oeste limita con Pozuelo de Alarcón, y la zona de urbanizaciones limita con el Aeródromo de Madrid-Cuatro Vientos. Limita al norte (de oeste a este) con la avenida de la Aviación, calle Lonja de la Seda, avenida del Euro y avenida de los Poblados. Limita al sur con la M-40. Limita al este con la calle Ildefonso González Valencia, aunque la zona de urbanizaciones limita con la avenida del Euro. Las poblaciones más cercanas al ensanche de La Peseta son: Pozuelo de Alarcón, Boadilla del Monte, Alcorcón, y Leganés.

## Historia

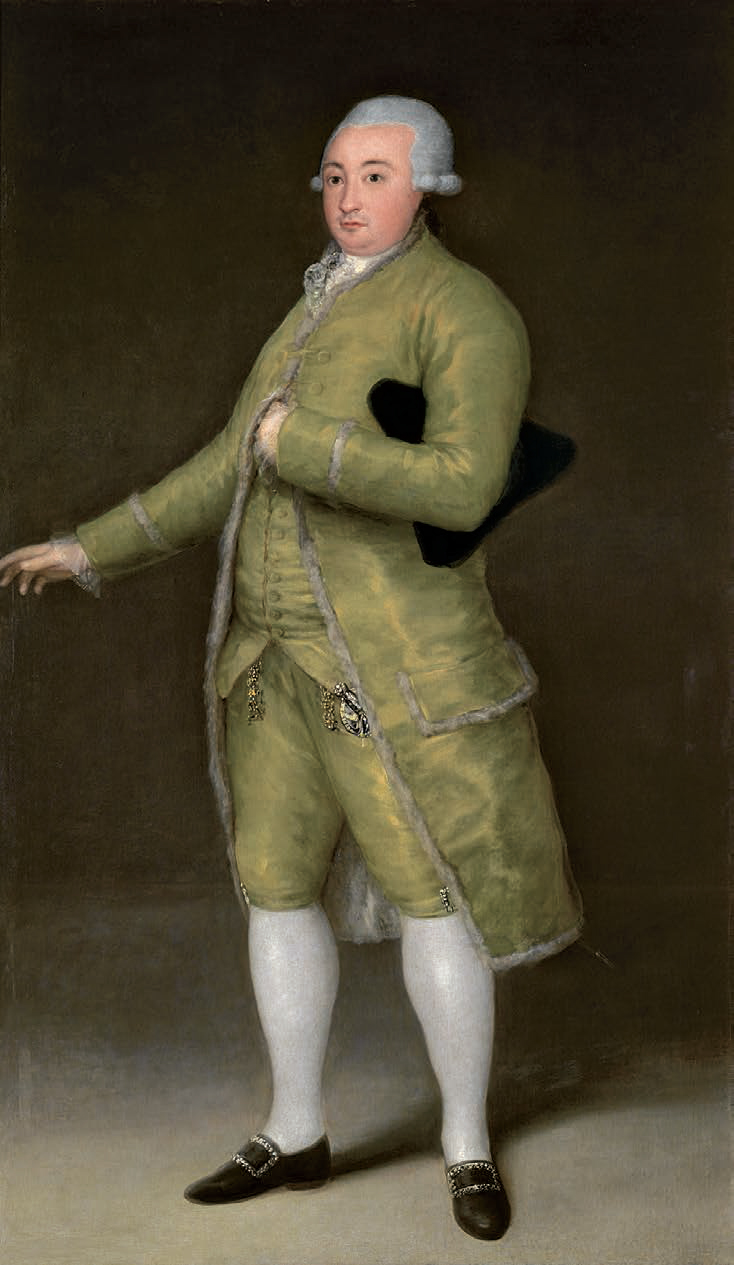
Francisco de Cabarrús, propietario del Palacio y de la finca localizada en el actual ensanche de la Peseta

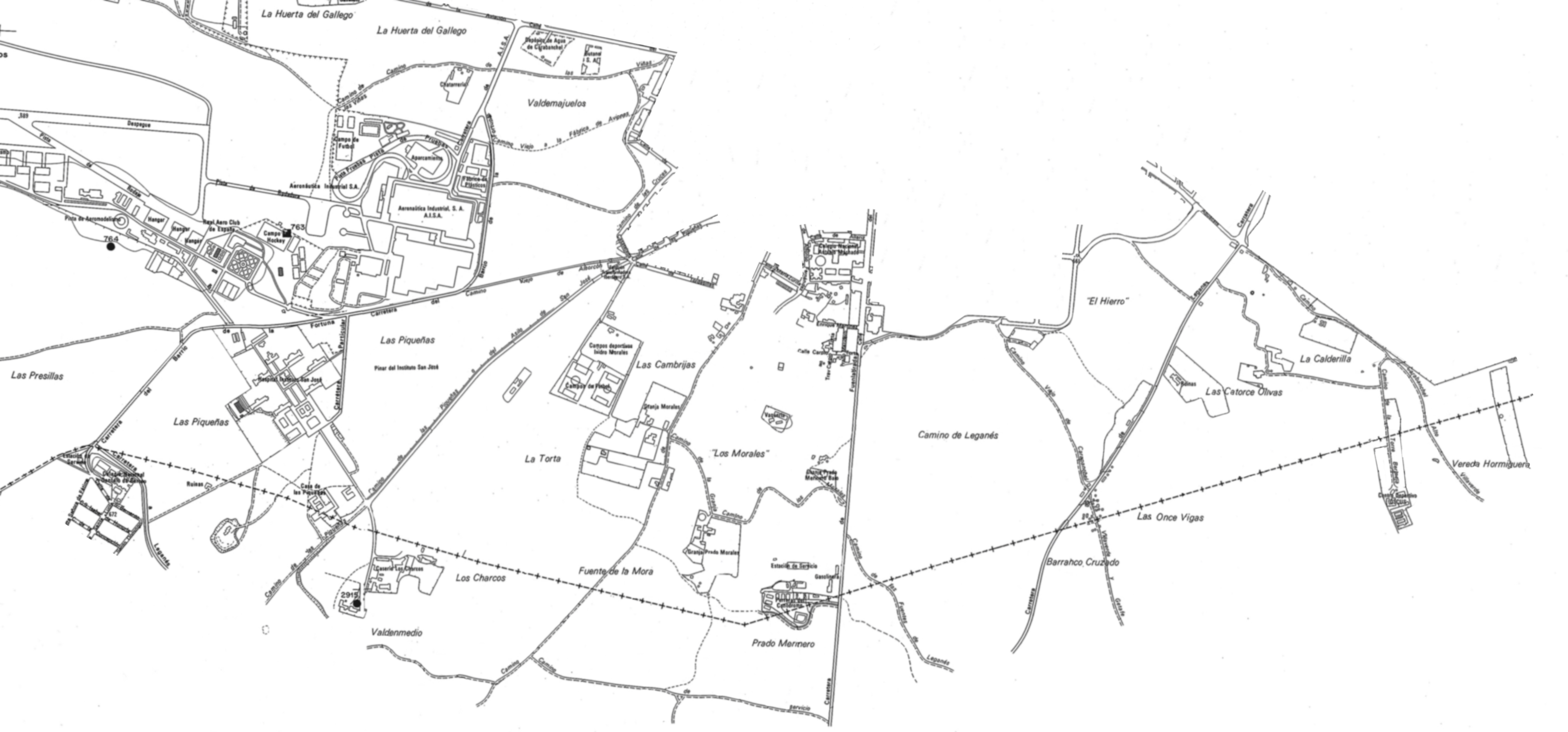
Mapa (de segunda mitad del) del lugar en el que posteriormente se construye el ensanche de la Peseta

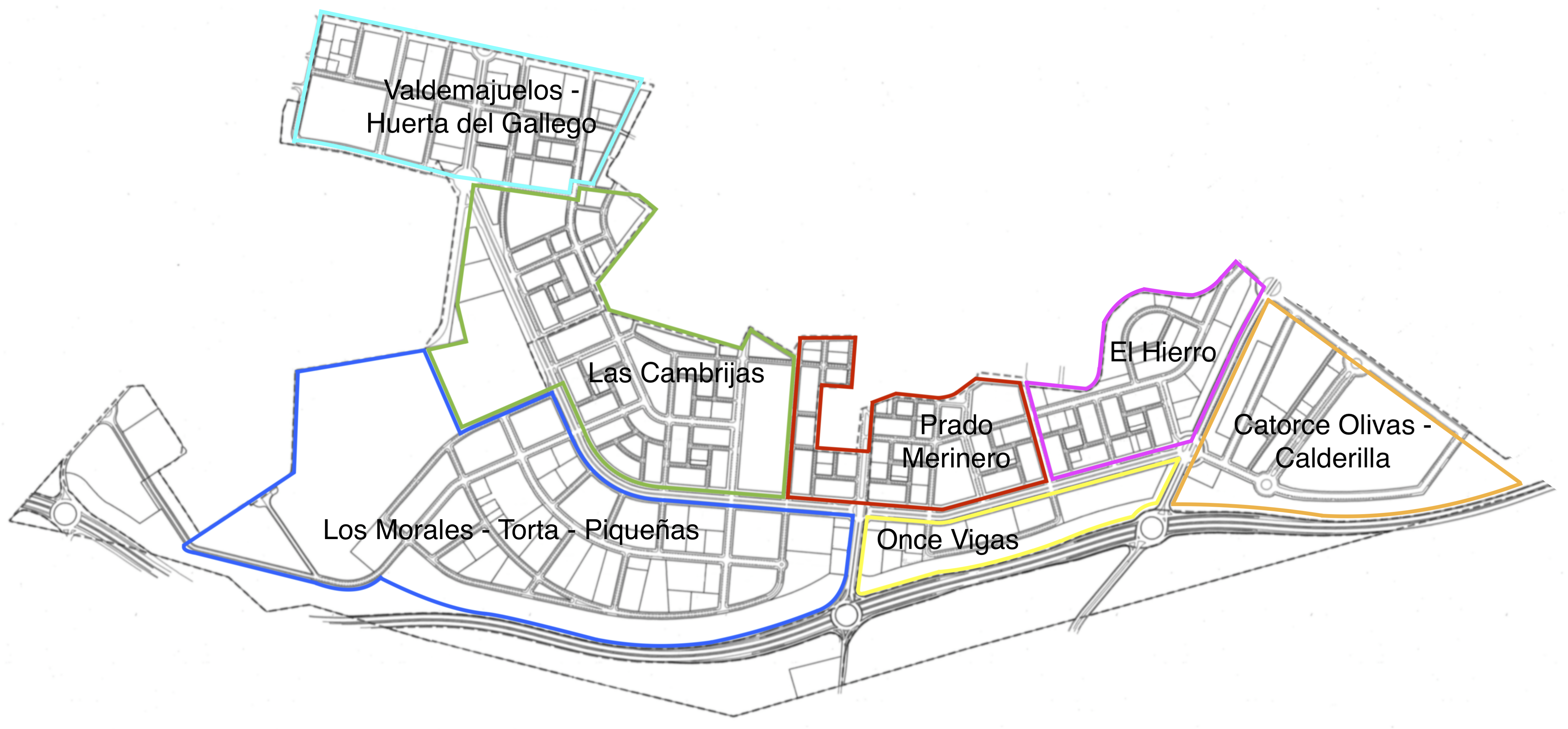
Zonas actuales del nuevo ensanche de la Peseta

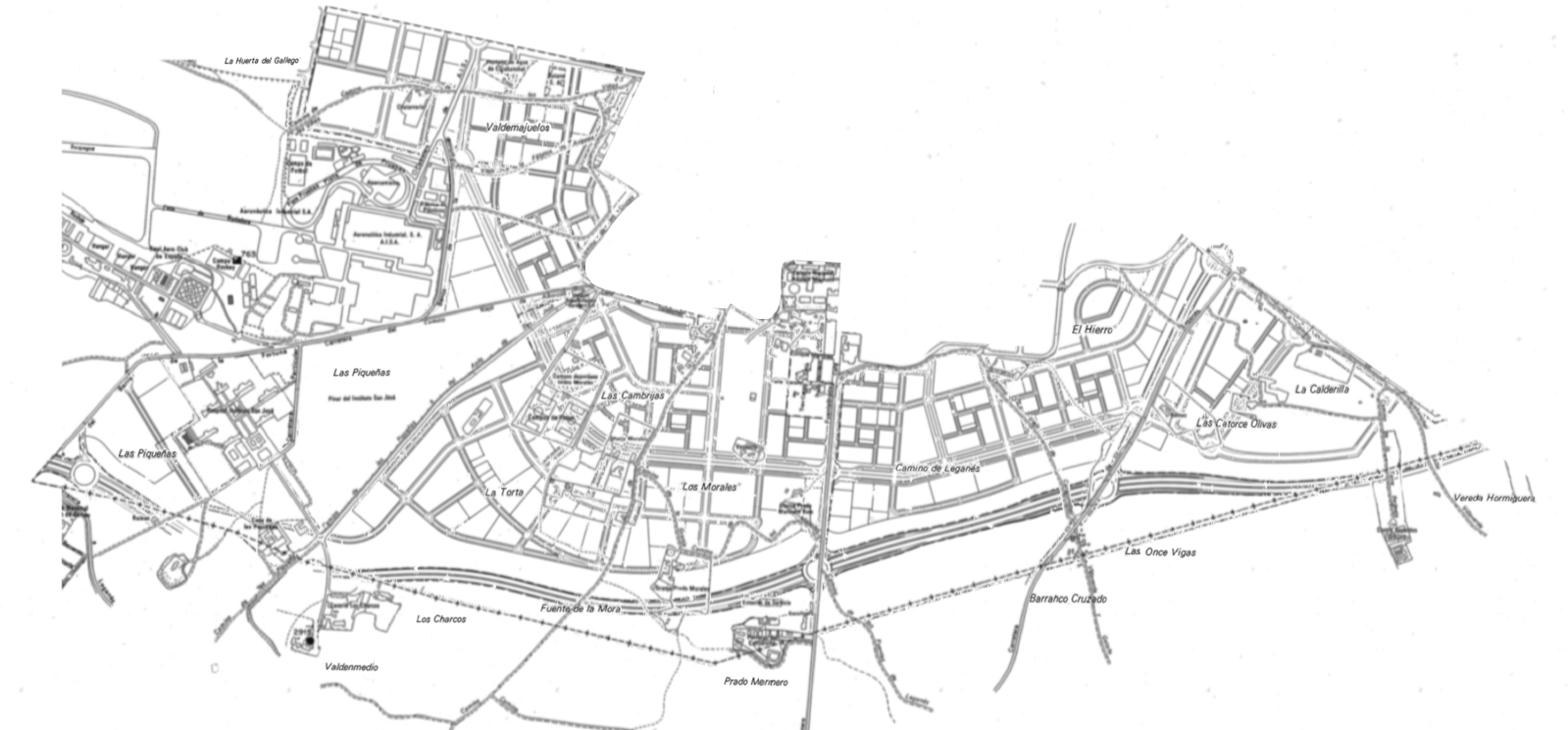
Mapa que relaciona y compara la ubicación actual de las parcelas que hay en el nuevo ensanche de La Peseta, y la ubicación de las fincas que había en esa zona en la segunda mitad del siglo XX

En la década de 1990, al oeste de la ciudad de Madrid, en las inmediaciones del Pinar de San José, se proyecta el ensanche residencial de La Peseta, diseñado en forma de damero a través de un Plan de Actuación Urbanístico, comenzando su construcción en la década del 2000. Hasta entonces, durante los siglos XVIII y XIX, donde actualmente se encuentra el ensanche de La Peseta, se localizaban dispersos palacios y fincas de recreo que eran propiedad de la aristocracia, la nobleza y la alta burguesía madrileña. En el siglo XX se construye el Hospital Fundación Instituto de San José, se repobla el Pinar de San José, y se construyen nuevos chalets de recreo en las inmediaciones del ensanche resicencial de La Peseta.

### SigloXVIII: palacio de Francisco de Cabarrús
A mediados del siglo XVIII, donde está el actual ensanche de La Peseta, se localizaba el Palacio "Chateâu Saint-Pierre" de Francisco de Cabarrús (I conde de Cabarrús, fundador del Banco de España, y ministro de Finanzas del rey José Bonaparte) así como una fábrica de jabones que le pertenecía a él y a su esposa María Antonia Galabert Casanova. En ese palacio, en 1773, nace su hija Teresa Cabarrús Galabert (principal conspiradora en la caída de Robespierre en la Revolución Francesa). Y en 1774, en el mismo palacio nace su hermano Domingo Cabarrús Galabert (II Conde de Cabarrús y ministro del Tesoro del rey José Bonaparte.

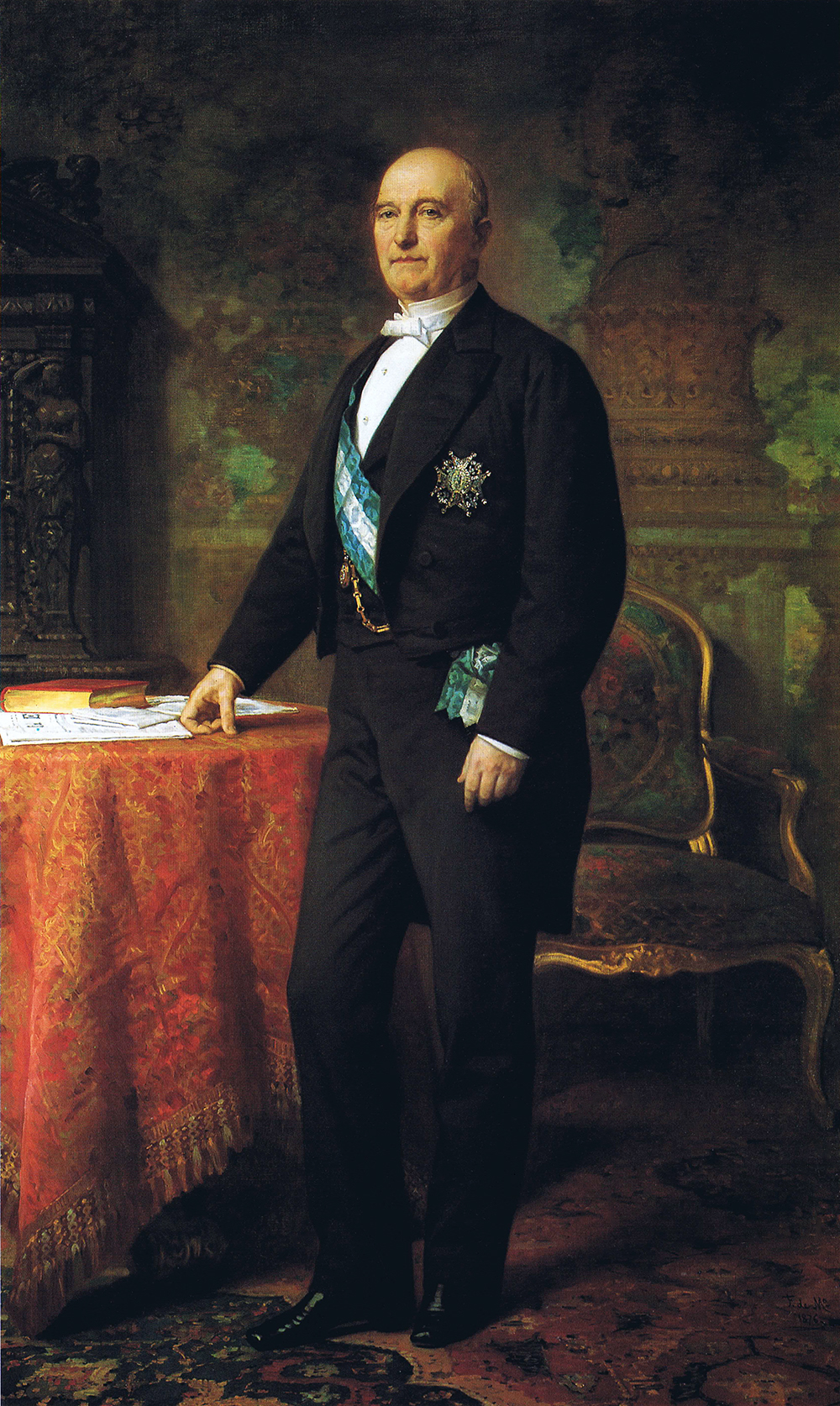
J.Manuel Manzanedo, propietario de la finca de Las Piqueñas y del Chalet de los duques de Santoña

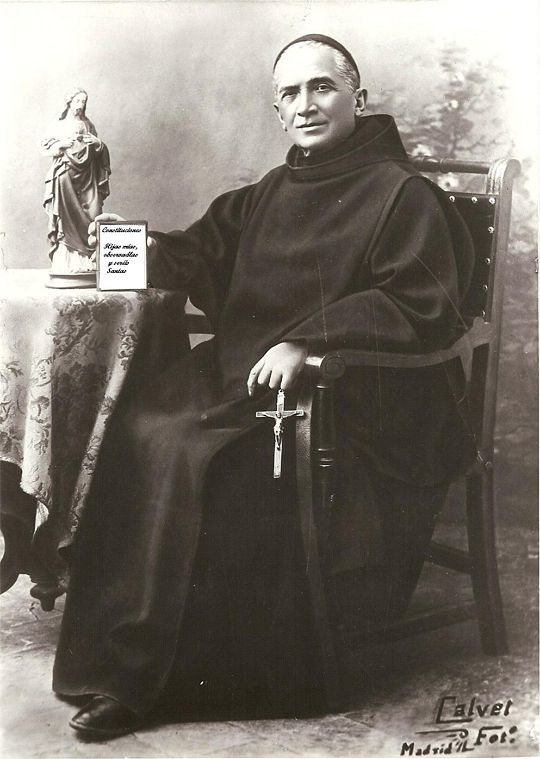
San Benito Menni, fundador del Hospital de San José, construido en la finca del Marqués de Vallejo

### SigloXIX: palacio de los duques de Santoña
A principios del siglo XIX, en el actual ensanche de La Peseta, había una finca denominada "Las Piqueñas" donde, en 1857, había un Palacio de recreo llamado "Chalet de los Duques de Santoña" que pertenecía a Juan Manuel de Manzanedo (I marqués de Manzanedo, I duque de Santoña) y a su esposa María del Carmen Hernández Espinosa de los Monteros (fundadora del Hospital Niño Jesús de Madrid). La duquesa de Santoña manda construir este elegante palacio de recreo en este lugar, debido a que era un sitio tranquilo, apacible, rodeado por amplios jardines. Este palacio tenía planta cuadrangular de 256m², dos niveles de altura, un mirador y un balcón con vistas a la sierra de Guadarrama. En los jardines del palacio abundaban las especies exóticas, había viñas, magnolias, cedros y una huerta (de dos hectáreas) con árboles frutales. En la finca del palacio había dos estanques (el estanque de la Luna y el estanque de la Media Luna) con una noria (visible en la actualidad), también había unas acequias y un acueducto que traía agua, e incluso una vía férrea que nunca llegó a entrar en servicio. Allí se encuentra el arroyo de las Mimbreras (cuyo cauce de agua perdura actualmente) y el desaparecido arroyo de las Piqueñas (que se localizaba entre la actual M-40 y la calle Pinar de San José). Además del edificio principal del Palacio (el cual se situaba en la esquina de la actual calle Pinar de San José y avenida de la Hospitalidad), en la finca del Palacio también había múltiples pabellones dedicados a despachos, habitaciones para empleados, panadería, lavadero formado por dos galerías cubiertas, invernaderos construidos con hierro y cristal, una fábrica de ladrillos con cuatro hornos, cuadras, palomares, corrales, una vaquería, un abrevadero y un depósito de agua. El 18 de agosto de 1893, esta finca es vendida a Ildefonso Fernández Cabrera (que dos años más tarde es alcalde del pueblo de Carabanchel). Después, la finca pasa a ser propiedad de Francisco Cifuentes Pérez. Y en 1895, Diego Fernández Vallejo (Marqués de Vallejo) adquiere esta Finca de Las Piqueñas con el propósito de donarla a la Orden Hospitalaria de San Juan de Dios para construir en su interior el primer centro español que diera tratamiento médico a los enfermos de epilepsia.

### SigloXX: creación del Hospital de San José y del Pinar de San José

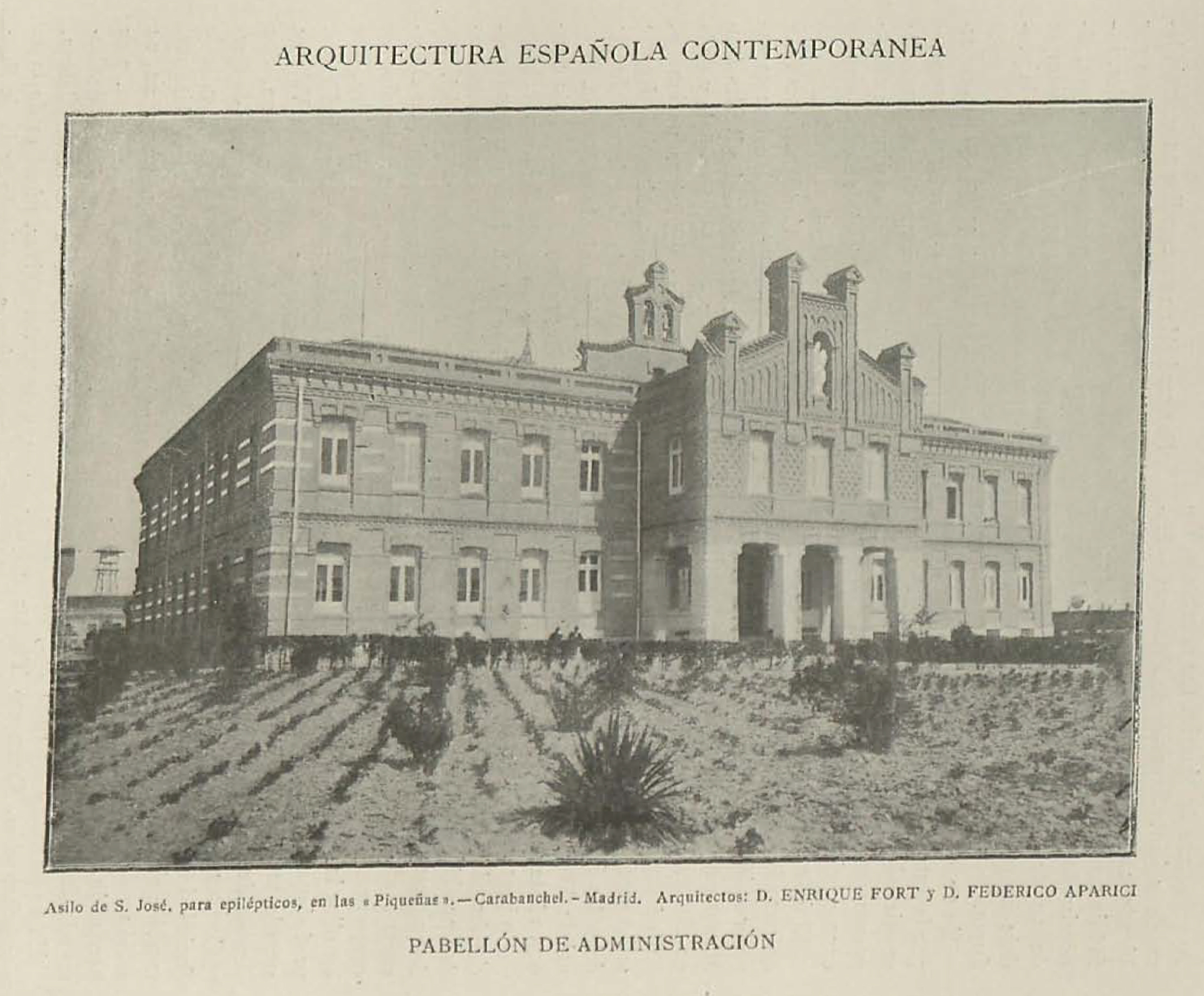
Edificio Principal del Hospital Fundación Instituto de San José, fotografiado en 1909

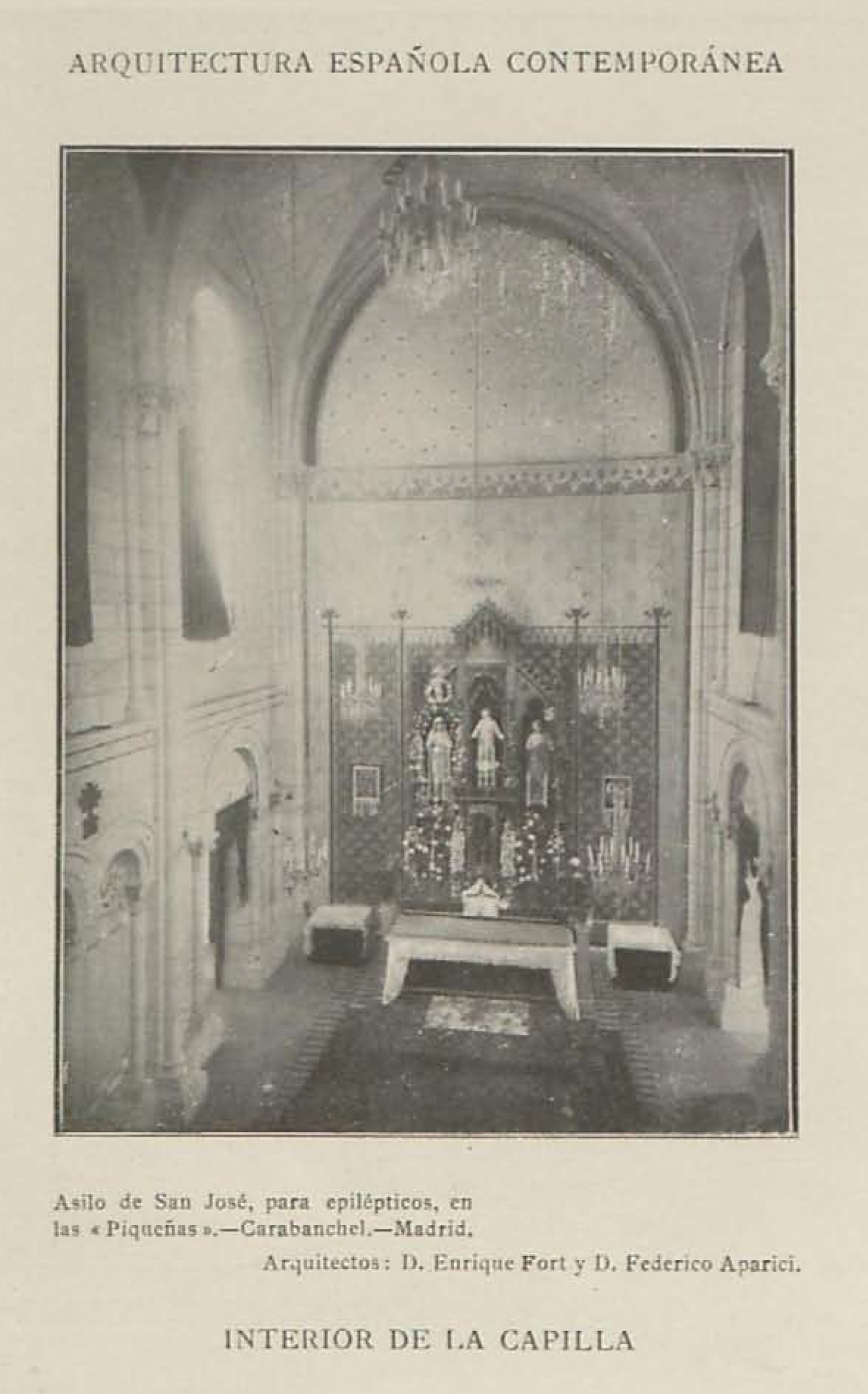
Capilla del Hospital de San José, construido por Enrique Fort y Federico Aparici. Foto de 1909

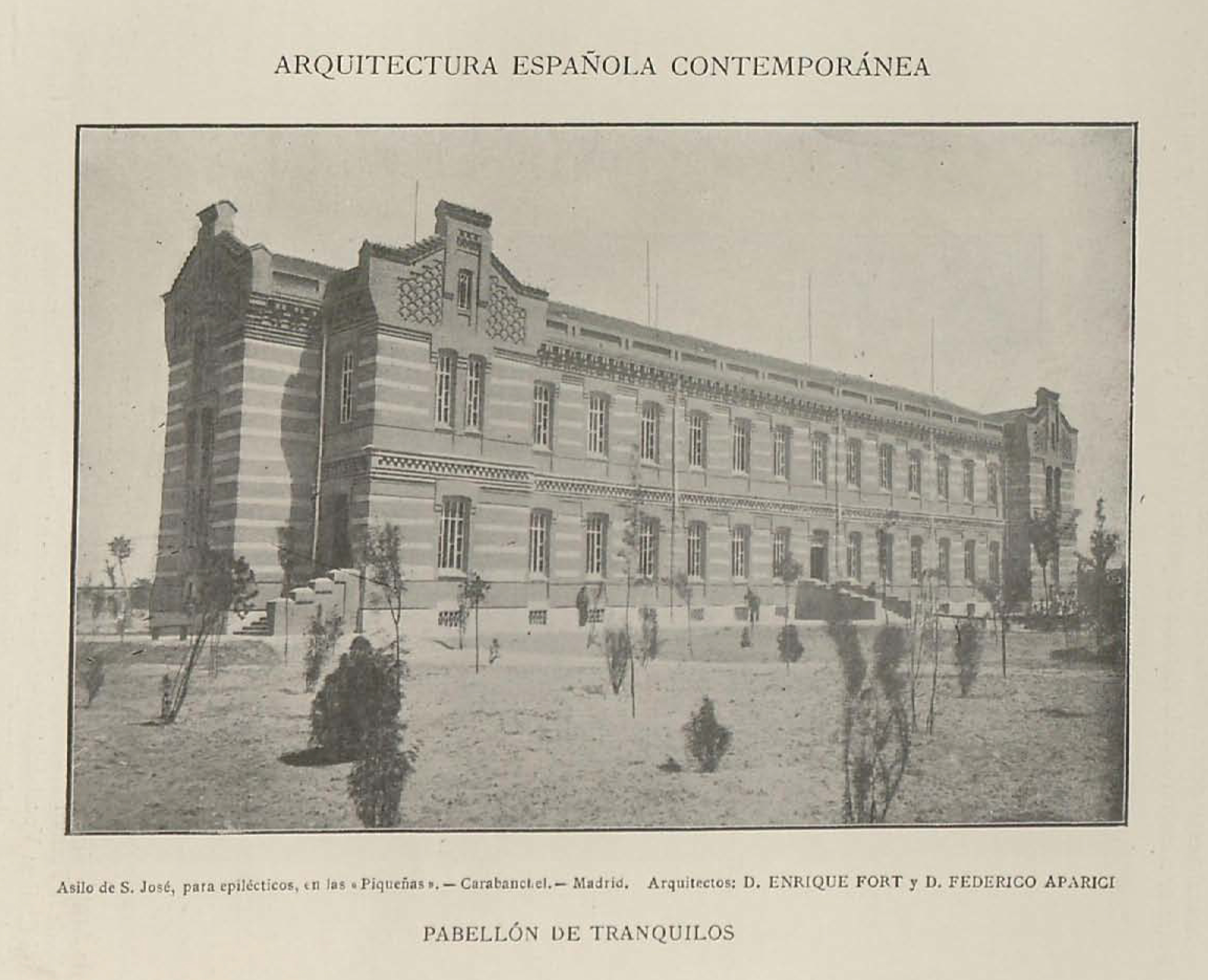
Árboles recién plantados en el Pinar de San José, delante del Hospital, en 1909

En 1895, Diego Fernández Vallejo (Marqués de Vallejo) adquiere la Finca de Las Piqueñas, localizada en el actual ensanche de La Peseta, con el propósito de donarla a la Orden Hospitalaria de San Juan de Dios y construir allí el primer centro español que atendiera y diera tratamiento médico a los enfermos de epilepsia, puesto que hasta entonces estos enfermos eran trasladados a simples manicomios, psiquiátricos o reformatorios. Unos años antes, el 18 de abril de 1878, había fallecido el propio hijo de Diego Fernández Vallejo (llamado José Manuel Fernández Vallejo Flaquer) víctima de un ataque de epilepsia, motivo por el que el Marqués de Vallejo decide destinar gran parte de dinero y ceder la Finca de Las Piqueñas a la labor sanitaria que el Padre Benito Menni llevaba a cabo en la Orden Hospitalaria de San Juan de Dios. La obra arquitectónica es encargada al prestigioso Federico Aparici Soriano y a su ayudante Enrique Fort, quienes llevan a cabo la remodelación de algunos edificios existentes en la finca y la construcción de otros nuevos. El edificio principal de la finca, el Palacio de los Duques de Santoña, queda fuera del recinto sanitario y se convierte en la residencia inicial de los Hermanos Hospitalarios. También fuera del recinto hospitalario (justo al lado del edificio principal del palacio), en una construcción más pequeña, se establece un Cuartel de la Guardia Civil. El 4 de agosto de 1895 comienzan las obras del hospital, construyendo un complejo hospitalario formado por ocho edificios de estilo neomudéjar y neogótico (que aún perduran en la actualidad) rodeados de espléndidos jardines, al estilo de las instituciones sanitarias más vanguardistas del momento. Sin haber finalizado las obras de construcción, el 9 de septiembre de 1898, el Hospital de la Finca de Las Piqueñas acoge a 375 soldados heridos que retornaban de la debacle de la guerra de Cuba. El 20 de junio de 1899 finalizan las obras de construcción y se inaugura formalmente el complejo hospitalario con el nombre de Asilo de San José (posteriormente denominado Hospital Fundación Instituto San José, desde 1996) en honor al fallecido José Manuel Fernández Vallejo Fláquer (hijo de Diego Fernández Vallejo).
En 1906, los Hermanos de San Juan de Dios deciden repoblar el entorno de esta Finca de Las Piqueñas y plantan pinos piñoneros con el objetivo de ofrecer un lugar confortable para los enfermos y también para los visitantes. Para ello, los Hermanos Hospitalarios encargan esta repoblación a los ingenieros forestales más avanzados del momento (creadores del Pinar de Valsaín, Pinar de Cercedilla, Pinar del monte Abantos en El Escorial), creando un lugar de descanso para la gente que viajaba hacia/desde Madrid. Así, comienza a plantarse el singular y extenso pinar, conocido desde entonces con el nombre de Pinar de San José. Actualmente todavía se conservan miles de los pinos piñoneros que fueron plantados en 1906, siendo el hogar de una veintena de diferentes especies de aves como estorninos, abubillas, palomas torcaces, urracas, gorriones molineros, cotorras argentinas, pitos reales, agateadoras, carboneros y herrerillos, entre otras especies. Hasta la década de 1950, también era habitual ver toros, vacas y ovejas en el mismo Pinar de San José; y en la actualidad se ven multitud de conejos y liebres.
El 7 de marzo de 1930, en donde actualmente se encuentra el ensanche de la Peseta, se produce el primer salvamento en paracaídas de toda España, después de que una persona saltase desde un avión averiado que estaba sobrevolando la zona y que había despegado desde el Aeródromo de Madrid-Cuatro Vientos. Concretamente, el hecho sucede en torno a la actual calle Cuevas de Altamira y calle Casa Milá. Años más tarde, en la guerra civil española, el lugar donde actualmente se encuentra el ensanche de la Peseta se establece como zona estratégica del combate por la cercanía de la fábrica de aviones Loring y la proximidad al Aeródromo de Madrid-Cuatro Vientos, objetivos bélicos desde el comienzo de la Guerra debido a su importancia. El 19 de julio de 1936, un avión deja caer una bomba en un cuartel de la Guardia Civil situado en el actual ensanche de La Peseta, matando a una persona e hiriendo a otras tres. El 29 de julio, tres coches con milicianos armados entran en el Hospital Asilo de San José para interrogar a los religiosos y registrar la Orden Hospitalaria en búsqueda de armas, sin encontrar ninguna. El 29 de agosto, el alcalde del pueblo de Carabanchel y varios milicianos armados entran nuevamente en el Hospital Asilo de San José, prohibiendo las manifestaciones religiosas e incautando los libros de contabilidad, las escrituras y el dinero que encuentran. El 1 de septiembre, un convoy de vehículos con milicianos armados entran en el Hospital Asilo de San José y secuestran a doce religiosos para fusilarlos en Boadilla del Monte, sin que la Guardia Civil (del cuartel que estaba situado al lado de la puerta del hospital) pudiera hacer nada para evitarlo. El 5 de noviembre, algunas milicias republicanas se concentran en torno al actual ensanche de La Peseta esperando la llegada de las tropas sublevadas. La madrugada del 6 de noviembre, las tropas sublevadas llegan y matan a la mayoría de milicianos y a su comandante en el propio Pinar de San José. También mueren catorce enfermos del Hospital Asilo de San José tras al fuego cruzado de ambos bandos, siendo enterrados en una fosa cercana a la puerta de entrada del edificio principal. Una vez establecido el dominio sublevado en la zona, el Cuartel de la Guardia Civil (que se había instalado en una pequeña construcción justo al lado del edificio principal del Palacio Chalet de los duques de Santoña) es utilizado por las tropas franquistas para emplazar unas baterías que bombardeen diariamente al frente capitalino. Después de la Guerra, el Cuartel de la Guardia Civil sigue utilizándose, permaneciendo en pie hasta 1999, momento en el que se comienza a planificar el ensanche residencial de La Peseta. Por su parte, el edificio principal del Palacio Chalet de los duques de Santoña permanece en pie hasta el año 2005, momento en el que se está construyendo el nuevo ensanche de La Peseta. En la década de 1970 y 1980 comienzan a construirse nuevos chalets y villas de recreo, rodeadas de naturaleza, en las inmediaciones del actual ensanche de La Peseta.

### SigloXXI: creación del ensanche de La Peseta
En la década de 1990, al oeste de la ciudad de Madrid, en las inmediaciones del Pinar de San José, se proyecta el ensanche residencial de La Peseta (diseñado en forma de damero a través de un Plan de Actuación Urbanístico), formado por urbanizaciones y chalets de reciente construcción, amplias avenidas y grandes zonas verdes que suponen el 40% de su superficie total, respetando el espacio ocupado por el Pinar de San José y manteniendo su carácter forestal. En 1993, el ensanche residencial de La Peseta consigue el Premio de Urbanismo del Ayuntamiento de Madrid por ser uno de los mejores y más importantes complejos urbanísticos de la capital, siendo el ensanche que tiene más premios arquitectónicos por metro cuadrado en todo el mundo. El Cuartel de la Guardia Civil (que se había instalado en una pequeña construcción justo al lado del edificio principal del Palacio Chalet de los duques de Santoña) permanece en pie hasta 1999, momento en el que comienza a planificarse el ensanche residencial de La Peseta en torno al Pinar de San José. Y el edificio principal del Chalet de los Duques de Santoña (ubicado en el Pinar de San José, concretamente situado en la esquina de la avenida de la Hospitalidad y la actual calle Pinar de San José) se mantiene en pie hasta 2005, momento en el que se está construyendo el ensanche de La Peseta. En el 2000 comienza su construcción en una superficie de 355 hectáreas (3,5 millones de metros cuadrados), estando planificado para una población de 35 000 habitantes y 11 350 viviendas, constituyéndose como una nueva ciudad dentro de Madrid. El ensanche de La Peseta se construye atendiendo a siete principios: adjudicar a los arquitectos más prestigiosos del mundo la creación de urbanizaciones y chalets de reciente construcción; consolidar los espacios verdes existentes y crear nuevos jardines que ocupen el 40% de su superficie total; configurar un barrio con amplios bulevares y grandes avenidas; dotarlo de excelentes comunicaciones por carretera y transporte público; construir una amplia red de equipamientos sociales que lo abastezcan; crear una zona comercial; y crear una zona empresarial cercana que permita el desarrollo productivo del barrio. El ensanche de la Peseta, actualmente, se extiende por los barrios de Cuatro Vientos (Latina) y Buenavista (Carabanchel) y se divide administrativamente y socialmente en siete zonas o sub-barrios: Los Morales-La Torta-Piqueñas; Once Vigas; Las Cambrijas; Prado Merinero; El Hierro; Valdemajuelos-Huerta del Gallego; y Catorce Olivas-Calderilla. El nombre de estas zonas proviene de las fincas de recreo que había históricamente en ese lugar, antes de que se comenzara a proyectar el ensanche de La Peseta.

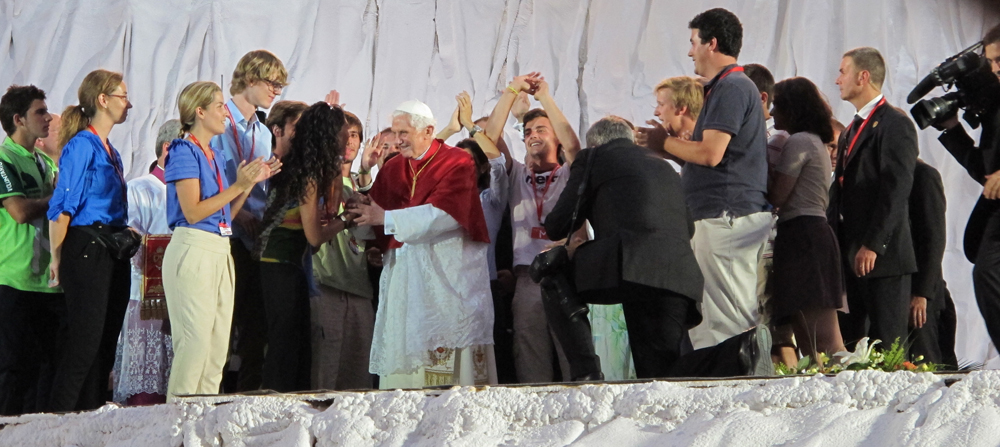
El Papa Benedicto XVI en su visita al ensanche de La Peseta, en la Jornada Mundial de la Juventud del 2011

En invierno de 2007, se inaugura la nueva estación de Metro de La Peseta, en la Línea 11, momento en el que el ensanche todavía se está construyendo y aún hay pocos vecinos viviendo allí. La llegada del Metro provoca que el precio de la vivienda en el ensanche residencial de La Peseta aumente mucho, especialmente en las urbanizaciones más cercanas a él. Actualmente, el ensanche de La Peseta tiene el precio del metro cuadrado más caro en toda la zona sur del río Manzanares, superándolo ampliamente, siendo más parecido e incluso superior que el de sus vecinos de Pozuelo de Alarcón, Las Rozas, Majadahonda y Boadilla del Monte. El 23 de abril del 2008 se inaugura el Centro Comercial Islazul, siendo el más grande en toda la ciudad de Madrid (hasta que se inaugura La Gavia), convirtiéndose en el primer edificio de toda España que tiene cubierta EFTE, y poseyendo la pantalla de cine más grande de toda Europa. El 20 de agosto de 2011, el Papa Benedicto XVI recorre las calles del ensanche de La Peseta y visita el Hospital Fundación Instituto San José junto al Pinar de San José, con motivo de la Jornada Mundial de la Juventud celebrada en la ciudad de Madrid, lo que provocó gran cantidad de visitantes.
En 2017 se confirma la ampliación de la Línea 11 hasta Conde de Casal; y en noviembre de 2020 la Comunidad de Madrid presenta una nueva extensión: hacia el norte pasando por Atocha y el Aeropuerto de Barajas hasta llegar a Valdebebas Norte, y hacia el sur hasta Cuatro Vientos. Así, une 11 de las 12 líneas de Metro de la ciudad, conecta con siete intercambiadores de transporte, convirtiéndose en la Gran Línea Diagonal de Madrid con más de 33 km de longitud y 21 estaciones. El trazado definitivo de la ampliación de la Línea 11 hacia el norte es desde Plaza Elíptica hasta: Comillas, Madrid Río, Palos de la Frontera, Atocha Renfe y Conde de Casal; continuando después por Vinateros, La Elipa, Pueblo Nuevo, Arturo Soria, Mar de Cristal, Ciudad de la Justicia, Aeropuerto T4 y Valdebebas Norte. La ampliación hacia el sur es hasta la estación de Cuatro Vientos.

El 8 de febrero de 2019, la Juntas Municipales de Latina y Carabanchel comienzan los trámites para que el Pinar de San José sea declarado "Parque Histórico" y Patrimonio Histórico como "Bien de Interés Cultural". Asimismo, en febrero de 2019 también comienza a elaborarse un proyecto de expansión del Pinar de San José, repoblando el entorno con especies autóctonas y llegando a ocupar una superficie de 50 hectáreas, aumentando todavía más los 1,5 millones de m² de zonas verdes que tiene el ensanche de La Peseta desde su construcción. En febrero de 2021 comienza la reforestación (olmos, encinas, quejigos y pinos) y naturalización del cauce del arroyo de las Mimbreras, curso de agua histórico que discurre entre el camino de la Canaleja y la calle Pinar de San José. En marzo de 2021 se anuncia que las zonas verdes del ensanche de La Peseta y el Pinar de San José se unirán al Bosque Metropolitano de Madrid, en su ampliación hacia Pozuelo de Alarcón, llegando hasta Casa de Campo.

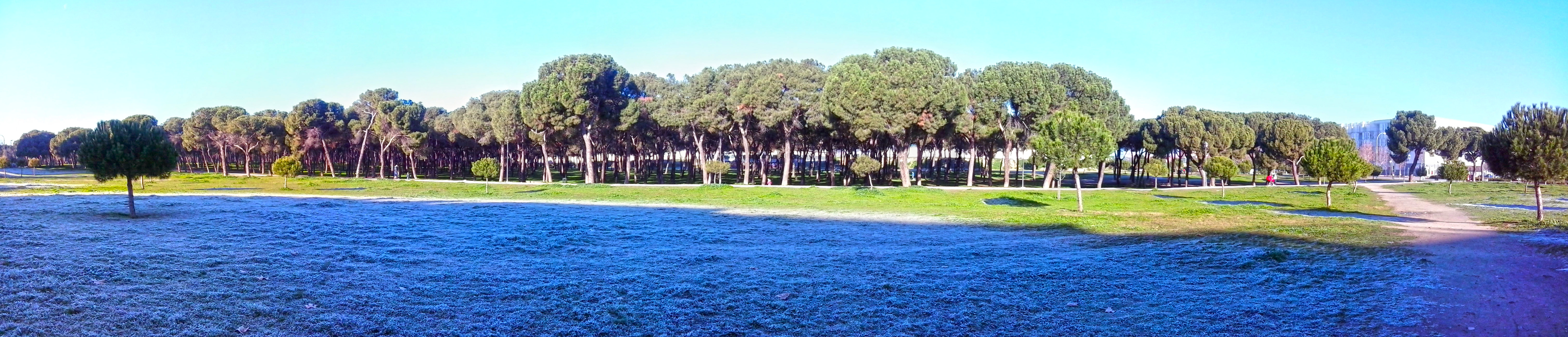
Vista panorámica actual del Pinar de San José, localizado en el barrio de la Peseta

## Arquitectura y urbanismo

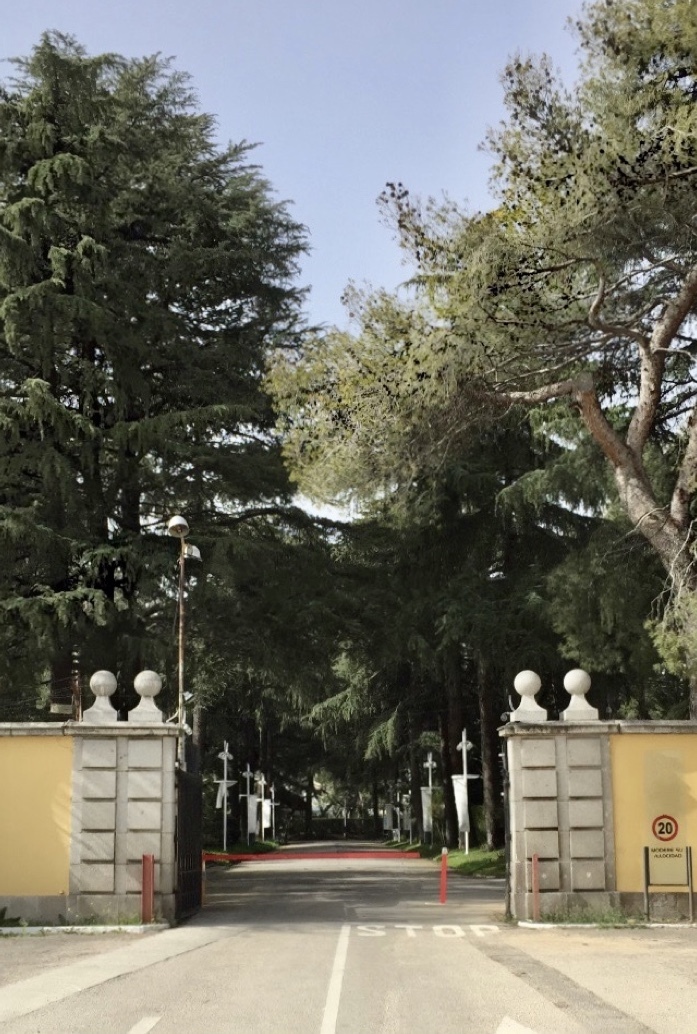
Urbanización en barrio de La Peseta

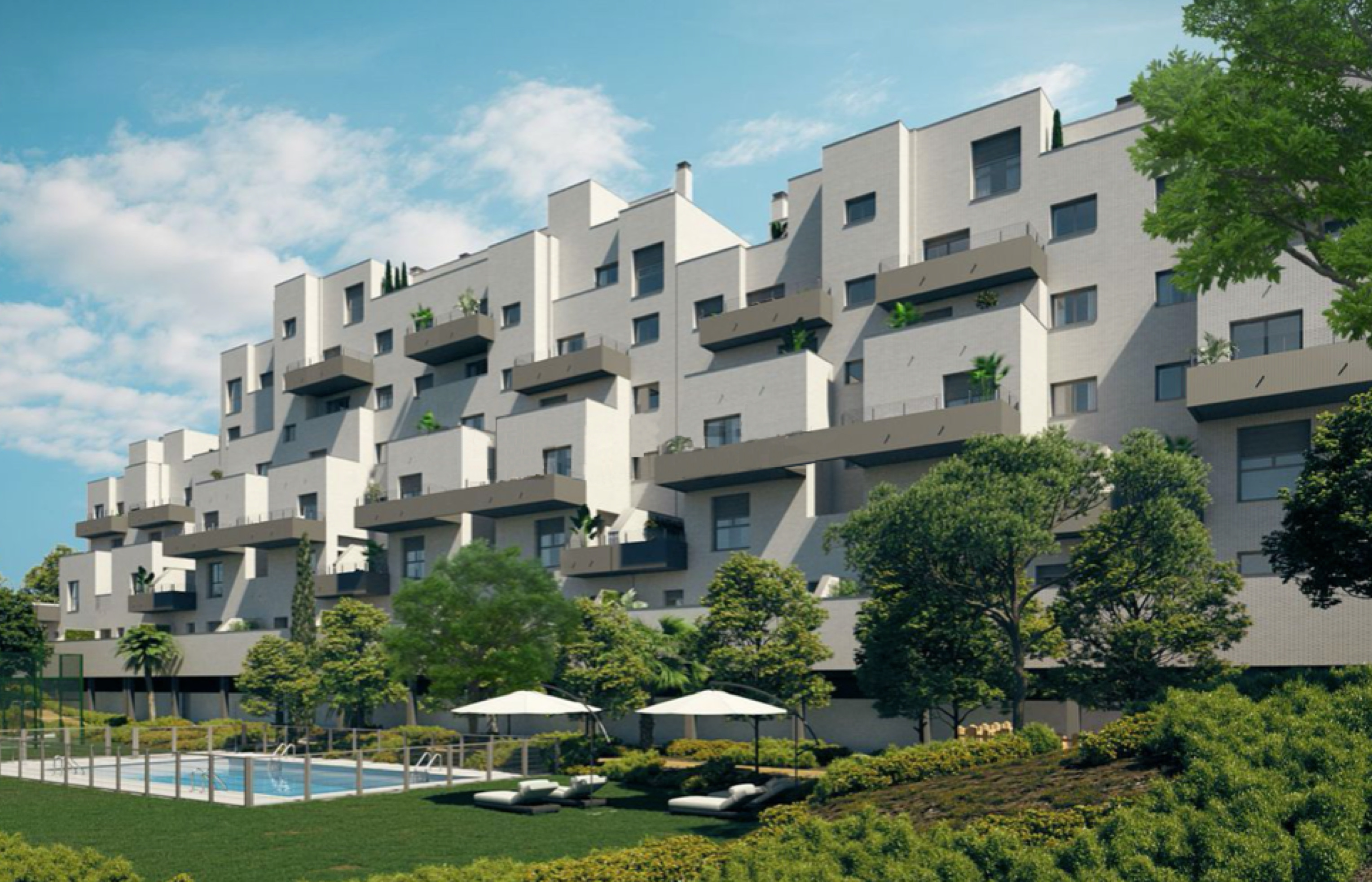
Edificio en el barrio de La Peseta

El interés arquitectónico de La Peseta se debe por ser el ensanche residencial que tiene más premios arquitectónicos por metro cuadrado de todo el mundo, siendo de gran interés internacional para los estudiantes de arquitectura mundial. Desde su origen, el ensanche de La Peseta se ha caracterizado por su arquitectura y urbanismo, consiguiendo en 1993 el Premio de Urbanismo del Ayuntamiento de Madrid por ser uno de los mejores y más importantes complejos urbanísticos de la capital, planificado para una población de 35 000 habitantes y 11 350 viviendas, y estando diseñado en forma de damero a través de un Plan de Actuación Urbanístico en el que se alternan amplias urbanizaciones y chalets de reciente construcción junto a grandes zonas verdes que suponen el 40% de su superficie total. En el ensanche residencial de La Peseta destacan dos tipos de construcciones: las viviendas singulares y de autor, y las urbanizaciones de promoción privada de mayor precio y dotaciones que las diferencian de los barrios adyacentes. El precio del metro cuadrado en el ensanche de La Peseta es el más caro de toda la zona sur del río Manzanares, superándolo ampliamente. También, destacan otros edificios de interés que son sede de instituciones sociales, como hospitales, colegios, iglesias, clubs deportivos, centros de ocio y zonas comerciales. El ensanche de La Peseta se construye atendiendo a siete principios: adjudicar a los arquitectos más prestigiosos del mundo la creación de urbanizaciones y chalets de reciente construcción; consolidar los espacios verdes existentes y crear nuevos jardines que ocupen el 40% de su superficie total; configurar un barrio con amplios bulevares y grandes avenidas; dotarlo de excelentes comunicaciones por carretera y transporte público; construir una amplia red de equipamientos sociales que abastezcan al barrio; crear una zona comercial; y crear una zona empresarial cercana que permitiera el desarrollo productivo del barrio.

### Grandes urbanizaciones privadas
Las grandes urbanizaciones y chalets de reciente construcción ubicadas en el ensanche de La Peseta reciben el nombre popular de "La Moraleja del sur" debido al tipo de viviendas, el precio elevado y las grandes dotaciones que tienen, que las diferencian de los barrios adyacentes. El precio El precio del metro cuadrado en el barrio de La Peseta es el más caro de toda la zona sur del río Manzanares, superándolo ampliamente, siendo más parecido e incluso superior que el de sus vecinos de Pozuelo de Alarcón, Las Rozas, Majadahonda o Boadilla del Monte.
- Grupo de viviendas "Los Madroños", (avenida del Euro, 68-86). Realizado por los arquitectos B. Cano Domínguez, D. Escario Travesedo y C. Saracho de la Presilla. -- El edificio es Premio Asprima de 2004, con mención especial a la mejor actuación inmobiliaria de vivienda libre del año.
- "Residencial Pinar", (calle Pinar de San José, 44-70). Realizado por la prestigiosa arquitecta Begoña Díaz-Urgorri. -- El edificio es un referente del mimetismo naturalista y abstracción formal, siendo una metáfora del Pinar de San José. Además, el edificio también es una reinterpretación de Le Corbusier.

### Viviendas singulares y de autor
Las viviendas singulares y de autor desarrolladas en el ensanche de La Peseta son construidas por los arquitectos más prestigiosos del mundo, en colaboración con estudios arquitectónicos españoles de reconocido prestigio, mediante diversos concursos en los que se seleccionaron los mejores proyectos. Este tipo de viviendas destacan por la innovación de nuevas prácticas constructivas, la alta calidad de materiales empleados, el diseño de edificios singulares cuya bella factura contribuye a mejorar el paisaje urbano y a facilitar la habitabilidad, y la sostenibilidad medioambiental a través de medidas que reducen las emisiones contaminantes y fomentan el uso de energías renovables. Muchas de estas viviendas singulares y de autor fueron desarrolladas por la Empresa Municipal de la Vivienda (EMV), posteriormente Empresa Municipal de la Vivienda y Suelo (EMVS), sacando a concurso la construcción de las mismas y posibilitando que los arquitectos más prestigiosos del mundo fueran los encargados de construir viviendas de calidad, prestigio y diseño. Los alcaldes con los que se construyeron estos edificios eran José María Álvarez del Manzano y Alberto Ruiz Gallardón, junto a los concejales del Partido Popular: Carlos Izquierdo, Sigfrido Herraez y Pilar Martínez.
- Edificio Ensanche 3, (calle Salvador Allende, 2-16). Realizado por las arquitectas Consuelo Martorell Aroca y Mónica Alberola Peiró. -- Edificio referente en la secuencia de brise-soleil, cubismo funcional y patios escultóricos.[24]
- Edificio Ensanche 6, (calle de los Morales, 13). Realizado por el equipo de Aranguren & Gallegos Arquitectos. -- Ganador del Premio COAM 2004 y seleccionado como uno de los mejores edificios arquitectónicos iberoamericanos de 2003-04. El edificio es referente en la arquitectura flexible, con paredes móviles en el interior de las viviendas.
- Edificio Ensanche 7 "Edificio AOC Jóvenes Carabanchel", (avenida del Euro, 27). Realizado por el equipo Capilla Vallejo Arquitectos. -- El edificio destaca por sus fachadas de cristal coloreado.[25]
- Edificio Ensanche 8 "Bocca della Verita", (avenida de la Peseta 33-35). Realizado por el arquitecto Javier Arango Díez. -- Edificio referente en la modelación escultórica con tonos naranjas, llevando a cabo una reinterpretación metafórica de la casa Beire de Siza Vieira, y una reinterpretación de la monumentalidad sugerida al modo de Chillida.
- Edificio Ensanche 9, (calle Pinar de San José, 1-3). Realizado por los arquitectos G. Fdez - Fdez Baza y MªD. Muñoz. -- Edificio cóncavo y convexo en el que se alternan fachadas de cristal con fachadas de madera coloreada.[26]
- Ensanche 10 "Conjunto residencial Alhambra", (calle Cuevas de Altamira, 14-20). Realizado por el equipo de Ahlquist & Ahlquist Arkitekter AB, M. Bernar, I y J Sainz de Vicuña. -- El edificio es una reinterpretación metafórica de la arquitectura andalusí.
- Edificio Ensanche 11 "Viviendas árbol", (calle Patrimonio de la Humanidad, 1). Realizado por el equipo Morphosis de Begoña Díaz-Ugorri y por el prestigioso arquitecto Thom Mayne, ganador en 2005 del Premio Pritzker (Premio Nobel de arquitectura). -- El edificio es reconocido por el Festival de Arquitectura de Parma como uno de los mejores proyectos arquitectónicos del 2010, donde la habitabilidad y el contacto directo con la naturaleza tienen una gran importancia, incorporando especies vegetales en altura. El conjunto residencial mezcla chalets unifamiliares y pisos en altura, dando prioridad a la vegetación.[27][28]
- Edificio Ensanche 12, (calle Pinar de San José, 17). Realizado por el arquitecto Jacobo García-Germán. -- Edificio referente en la arquitectura bioclimática, eficiente y sostenible.[29]
- Carabanchel Ensanche 13
- Ensanche 15 "Pompidou de Madrid", (calle Arte Rupestre del Mediterráneo, 2-12). Realizado por el prestigioso equipo Ove Arup & Partners y el arquitecto Jaime Duró Pifarré. -- El edificio, construido por los autores de la Ópera de Sídney y el Centro Pompidou de París, es un referente por presentar un original sistema de paneles que permite regular la luz solar y las corrientes de ventilación.[30]
- Edificio Ensanche 16 "Casa de Bambú", (calle Clarinetes, 9-21). Realizado por los arquitectos Alejandro Zaera y Farshid Moussavi. -- Ganador en 2008 del premio Royal Institute of British Architecs a la excelencia en arquitectura, y ganador en 2010 del premio International Architecture Awards otorgado por el European Center for Architecture Art Design and Urban Studies y el Chicago Athenaeum. El edificio es un referente mundial en la arquitectura respetuosa con el medio ambiente, presentando un revestimiento móvil de bambú que puede desplazarse por la fachada para controlar el sol, la lluvia y el viento, como colchón térmico y sonoro.
- Edificio Ensanche 17 "Le Corbusier en Madrid", (calle Iglesias Extramuros, 10). Realizado por los arquitectos A. Amann, A. Casanovas y N. Maruri. -- Ganador del Premio COAM 2010 y ganador del Premio Asprima. El edificio es una reinterpretación de las propuestas de Le Corbusier en su proyecto de Inmuebles-Villas en el que las viviendas tienen un patio en altura.
- Edificio Ensanche 18, (calle del Jacobeo, 28-34). Realizado por el arquitecto Raúl Rubio García. Es un elegante edificio referente en la arquitectura de vivienda sostenible, ahorrando un 54% de energía por medio de paneles solares telegestionados y cámaras de aire en fachada.[31]
- Ensanche XIX, (calle Valle del Boi, 2). Realizado por el equipo Sheppard & Robson en el que han trabajado los arquitectos Timothy Evans y Carlos Revuelta. -- El edificio, ganador del Premio Asprima 2007, destaca por tener un cerramiento permeable que permite diversas disposiciones y orientaciones en las diferentes fachadas del edificio.[32][33]
- Edificio Ensanche 20, (calle Valle del Boi, 8). Realizado por el equipo de arquitectos de Dosmasuno: Borrego, Montenegro y Toro. -- El edificio destaca por construir volúmenes colgados en el vacío, y proponer diferentes espacios articulados en el interior de la vivienda.[34]
- Ensanche 21, (avenida del Euro, 2). Realizado por la prestigiosa arquitecta Arata Isozaki, ganadora del Premio Ptritzker en 2019, y Manuel Serrano.
- Ensanche 22, (calle de las Tubas, 1). Realizado por el arquitecto David Gómez. -- El edificio destaca por ser una elegante construcción en colores blancos y negros.
- Ensanche 23, (calle Plaza Mayor de Salamanca, 3). Realizado por el arquitecto Eduardo Vadillo.
- Edificio Ensanche 24 "El espíritu de Paul Klee", (calle Catedral Santiago de Compostela, 10). Realizado por los arquitectos R. Cañizares Torquemada y E. Valdillo Ruiz. -- Edificio inspirado en la obra pictórica del pintor suizo Paul Klee, utilizando dieciséis colores en su fachada.
- Ensanche 25, (calle Catedral Santiago de Compostela). Realizado por el prestigioso arquitecto Enrique Bonilla, premio Calidad Arquitectónica en 2005. -- El edificio destaca por estar construido entero en color blanco bajo los parámetros de calidad, sostenibilidad y diseño.[35]
- Ensanche 26, (calle Jacobeo, 17). Realizado por el prestigioso arquitecto José Cruz Ovalle, premio nacional de arquitectura en Chile, junto a Enrique Nuere y Juan Luis Rodríguez Pineau-- El edificio destaca por su simetría y líneas curvas que hacen que el edificio sea ondulado tanto en planta como en alzado.[36][37]
- Ensanche 27, (calle Monasterio de Poblet, 7) -- El edificio destaca por ser una monumental construcción curva de color gris.
- Ensanche 29, (calle Dinero, 20-22) -- El edificio destaca por dos edificios de geometría quebrada situados a distintos niveles.
- Ensanche 31, (avenida de La Peseta, 95-97). Realizado por el equipo de J. Martínez y L. Sánchez COCO Arquitectos. -- El edificio destaca por estar construido inclinado, siendo referente del lenguaje cinético arquitectónico. También destaca por construir volúmenes colgados en el vacío.[38][39]
- Ensanche 32, (calle de Tremís, 5). Realizado por los arquitectos S. de Molina Rodríguez y A. Soler Montellano. -- El edificio reinterpreta la cultura mediterránea y orienta las estancias diurnas al sur, y las habitaciones nocturnas al norte. El edificio también destaca por ofrecer viviendas con diversas posibilidades de habitabilidad.[40][41]
- Ensanche 34 "Manubuild Passivhaus", (avenida del Euro, 49). Realizado por Ruiz Larrea & Asociados-- Es uno de los primeros edificios de España con consumo energético casi nulo, siendo un referente en sostenibilidad, innovación y calidad bioclimática. Es el primer edificio público en Madrid con estas características de Passivhaus.
- Edificio Ensanche 35 "Viviendas para Jóvenes", (avenida de la Hospitalidad, sn). Realizado por el arquitecto César Ruiz Larrea.
- Conjunto de 90 viviendas, (calle de Atapuerca, 5). Realizado por los arquitectos José Ramón Duralde Rodríguez y David Arce Morán.
- Conjunto de 66 viviendas, (calle Lonja de la Seda, 8-24). Realizado por los arquitectos Juan Carlos Sancho Osinaga y Sol Madridejos Fernández. -- Edificio triangular referente del higienismo arquitectónico con amplios muros acristalados.
- Edificio de Juan Urrutia de Errazquin, (calle Lonja de la Seda, 19-27). Realizado por el arquitecto Juan Urrutia. -- El edificio destaca por ser una elegante y respetuosa interpretación de las normas edificatorias.

### Otros edificios de interés
- Palacio "Chateâu Saint-Pierre", (Desaparecido. Se situaba cercano al actual Pinar de San José). -- Construido a mediados del siglo XVIII, es el palacio de Francisco de Cabarrús (I conde de Cabarrús, fundador del Banco de España, y ministro de Finanzas del rey José Bonaparte) y su esposa María Antonia Galabert Casanova.[13] En ese palacio, en 1773, nace su hija Teresa Cabarrús Galabert (principal conspiradora en la caída de Robespierre en la Revolución Francesa). Y en 1774, en el mismo palacio nace su hermano Domingo Cabarrús Galabert (II Conde de Cabarrús y ministro del Tesoro del rey José Bonaparte.[14]

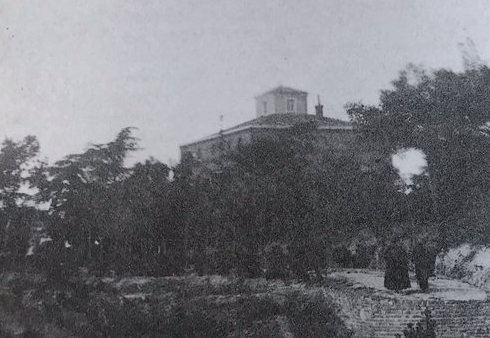
Palacio de los duques de Santoña, en la Finca de Las Piqueñas

Mapa de 1978 con la ubicación del antiguo Palacio Chalet de los duques de Santoña

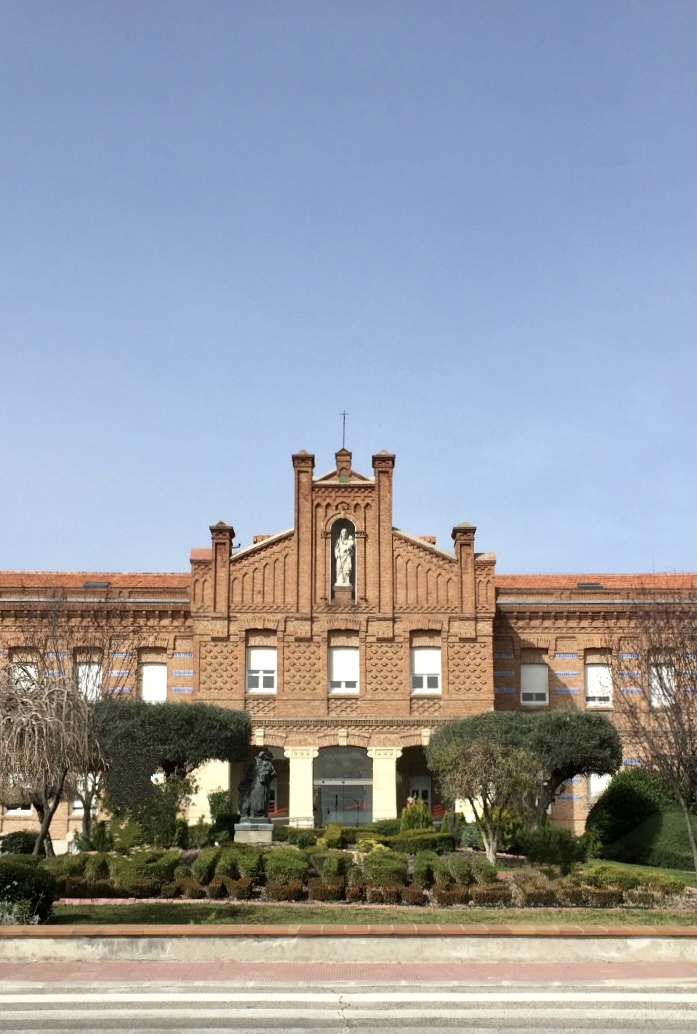
Hospital Fundación Instituto de San José, de estilo neomudéjar y neogótico. Foto en la actualidad

- Palacio "Chalet de los duques de Santoña", (Desaparecido en el año 2005. Se situaba en la esquina de la actual calle Pinar de San José y avenida de la Hospitalidad[15][42]). Construido a principios del siglo XIX, este palacio-chalet pertenecía a Juan Manuel de Manzanedo (I marqués de Manzanedo, I duque de Santoña) y a su esposa María del Carmen Hernández Espinosa de los Monteros (fundadora del Hospital Niño Jesús de Madrid), quien manda construir este palacio de recreo. El palacio tenía planta cuadrangular de 256m², dos niveles de altura, un mirador y un balcón con vistas a la sierra de Guadarrama. En los jardines del palacio abundaban las especies exóticas, había viñas, magnolias, cedros y una huerta de dos hectáreas con árboles frutales.[14] En la finca del palacio había dos estanques (el estanque de la Luna y el estanque de la Media Luna) con una noria (visible en la actualidad), también había unas acequias y un acueducto que traía agua, e incluso una vía férrea que nunca llegó a entrar en servicio. Allí se encuentra el arroyo de las Mimbreras (cuyo cauce de agua perdura actualmente) y el desaparecido arroyo de las Piqueñas (que se localizaba entre la actual M-40 y la calle Pinar de San José). Además del edificio principal del palacio, en la finca también había múltiples pabellones dedicados a despachos, habitaciones para empleados, panadería, lavadero formado por dos galerías cubiertas, invernaderos construidos con hierro y cristal, una fábrica de ladrillos con cuatro hornos, cuadras, palomares, corrales, una vaquería, un abrevadero y un depósito de agua.[14] En 1893, este palacio y su finca de Las Piqueñas es vendida a Ildefonso Fernández Cabrera, luego a Francisco Cifuentes Pérez, y en 1895 Diego Fernández Vallejo (Marqués de Vallejo) adquiere el palacio y la finca para donárselo a la Orden Hospitalaria de San Juan de Dios. En la finca construyen el actual Hospital Fundación Instituto de San José, y en el edificio principal del Palacio Chalet de los duques de Santoña se establece la residencia inicial de los Hermanos Hospitalarios de San Juan de Dios, quedando esta fuera del recinto del hospital.[17] También fuera del recinto hospitalario (justo al lado del edificio principal del palacio), en una construcción más pequeña, se establece un Cuartel de la Guardia Civil que durante la Guerra Civil trata de impedir (sin éxito) el fusilamiento de unos Hermanos Hospitalarios por parte de milicias republicanas. Una vez establecido el dominio sublevado en la zona, este edificio es utilizado por las tropas franquistas para emplazar unas baterías que bombardeen diariamente al frente capitalino.[17] Después de la Guerra, el Cuartel de la Guardia Civil (que se había instalado en una pequeña construcción justo al lado del edificio principal del palacio) sigue utilizándose, permaneciendo en pie hasta 1999, momento en el que se comienza a planificar el ensanche residencial de La Peseta.[16] Por su parte, el edificio principal del Palacio Chalet de los duques de Santoña permanece en pie hasta el año 2005, momento en el que se está construyendo el nuevo ensanche de La Peseta[15].Hospital Fundación Instituto de San José, de estilo neomudéjar y neogótico. Foto en la actualidad

- Hospital Fundación Instituto de San José, (avenida de la Hospitalidad, sn). -- Construido en 1895, Diego Fernández Vallejo (Marqués de Vallejo) y la Orden Hospitalaria de San Juan de Dios deciden crear el primer centro español que diera asistencia sanitaria a los enfermos de epilepsia. La obra arquitectónica es encargada al prestigioso Federico Aparici Soriano y a su ayudante Enrique Fort, quienes llevan a cabo la construcción de algunos edificios y la remodelación de otros ya existentes en la finca de Las Piqueñas, que antes había pertenecido a los duques de Santoña (Juan Manuel de Manzanedo y María del Carmen Hernández Espinosa de los Monteros). El edificio principal de la finca, el Palacio de los Duques de Santoña, queda fuera del recinto sanitario y se convierte en la residencia inicial de los Hermanos Hospitalarios.[17] El 4 de agosto de 1895 comienzan las obras del hospital, construyendo un complejo hospitalario formado por ocho edificios de estilo neomudéjar y neogótico (que aún perduran en la actualidad) rodeados de espléndidos jardines, al estilo de las instituciones sanitarias más vanguardistas del momento.[16] Sin haber finalizado las obras de construcción, el 9 de septiembre de 1898, debido a la debacle en la guerra de Cuba, el hospital acoge a 375 soldados heridos que retornaban de la guerra.[18] El 20 de junio de 1899 finalizan las obras de construcción y se inaugura formalmente el complejo hospitalario con el nombre de Asilo de San José, posteriormente denominado Hospital Fundación Instituto San José, desde 1996.[16]
- Catedral Ortodoxa Santísima Virgen María, (calle de las Flautas, 7). -- El edificio destaca por recordar al estilo bizantino de las más antiguas y célebres iglesias ortodoxas de Rumanía. El edificio, en forma de cruz latina, tiene una cúpula principal en el centro de la Catedral y dos cúpulas más pequeñas en las naves laterales. El edificio destaca por ser referente de arquitectura comprometida con la calidad ambiental, mediante paneles solares térmicos, sistema domótico de control energético y reciclado de aguas para el riego.[43]
- Colegio Ábaco, (avenida de La Peseta).
- Iglesia Santa Maravilla de Jesús (calle de los Morales, 64).
- Centro de Educación Especial María Soriano, (avenida de La Peseta, 30). -- Constituido en 1889 para atender a alumnos con capacidades motoras y cognitivas diferentes, estuvo instalado hasta 2010 en el Palacio de Verano del Marqués de Salamanca (que había pertenecido anteriormente a Fernando VII e Isabel II). Desde 2010 el centro educativo se traslada a las nuevas y adaptadas instalaciones en el barrio de Buenavista, dentro del ensanche de La Peseta, localizado concretamente en la finca del histórico pinar de Los Morales.
- Centro Comercial Islazul, (calle Calderilla, 1). Realizado por el equipo de L35 Arquitectos. -- Es un referente de arquitectura bioclimática por ser el primer edificio de toda España que tiene cubierta transparente EFTE, que permite la entrada de luz natural transmitiendo la sensación de espacio exterior.[44] También es un referente de sostenibilidad medioambiental, siendo el mejor centro comercial de todo el mundo, consiguiendo la calificación de "excepcional" en 2019.[45] El edificio tiene un jardín vertical de más de 300 metros cuadrados, que purifica el aire y reduce la temperatura ambiente.[45] Este centro comercial también ha sido seleccionado en los Premios Internacionales como Mejor Centro Comercial Europeo. Además, destaca por tener la pantalla de cine más grande de toda Europa, y por ser el centro comercial más grande de toda la ciudad de Madrid en el momento de su inauguración.

## Transportes

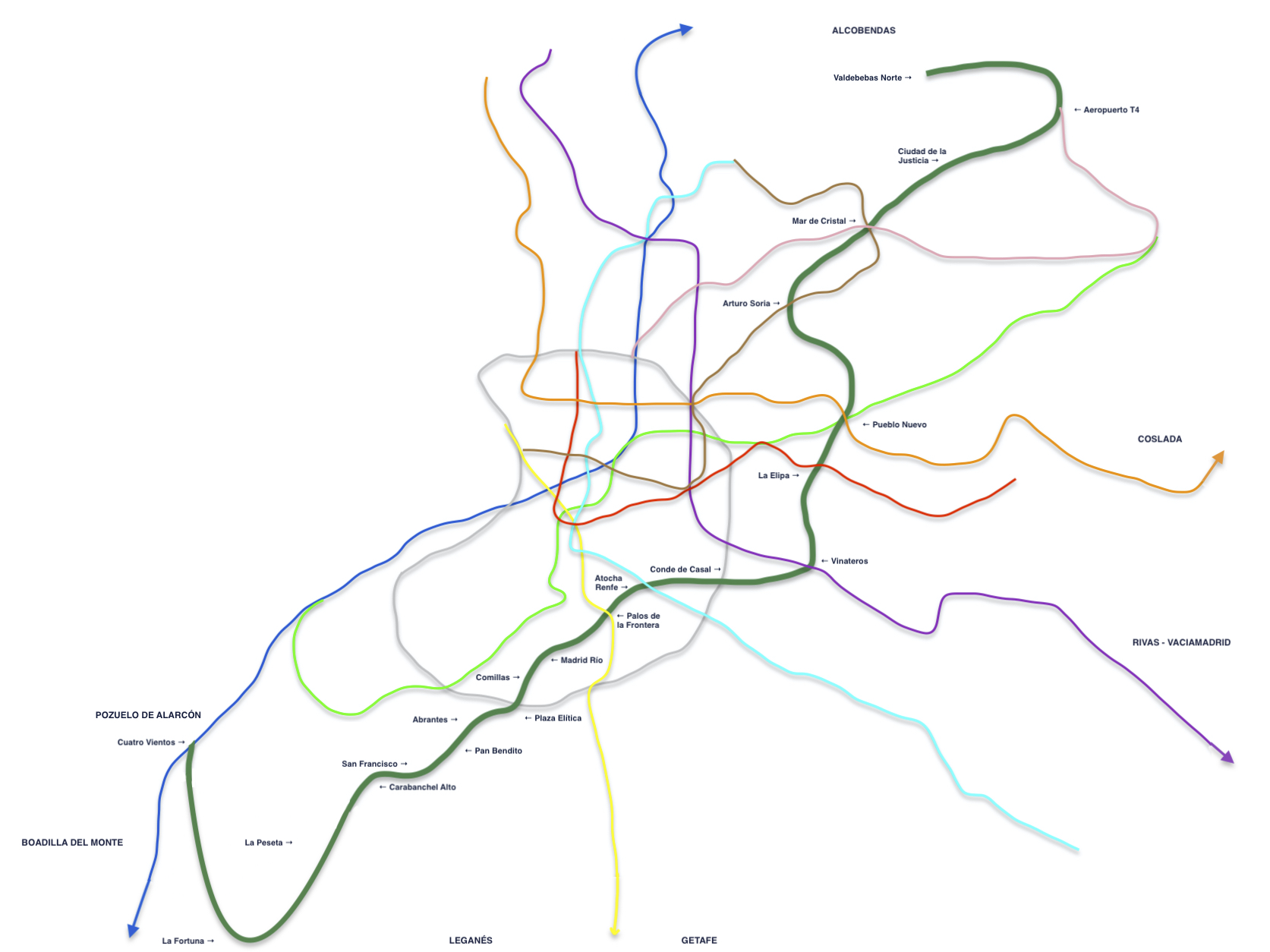
Plano de la ampliación de la Línea 11 de Metro de Madrid, conocida como la Gran Línea Diagonal

### Metro de Madrid
La siguiente Línea de Metro presta servicio en el ensanche de La Peseta:
- La Línea 11 de Metro da servicio al ensanche de La Peseta en la estación homónima de La Peseta, conectando con:
  -     → La Línea 10 de Metro en la estación de Cuatro Vientos, el Intercambiador de autobuses Urbanos e Interurbanos, y trenes de Cercanías de Madrid (  ). (Conexión en 2026).
  -     → La Línea 6 de Metro en la estación de Plaza Elíptica, y el Intercambiador de buses Urbanos, Interurbanos y de Largo recorrido.
  -  → La Línea 3 de Metro en la estación de Palos de la Frontera. (Conexión en 2023).
  -      → La Línea 1 de Metro en la estación de Atocha Renfe, buses Urbanos e Interurbanos, trenes de Cercanías de Madrid (        ), y trenes AVE de Larga y Media distancia. (Conexión en 2023).
  -     → La Línea 6 de Metro en la estación de Conde de Casal, y el nuevo Intercambiador de buses Urbanos, Interurbanos y de Largo recorrido. (Conexión en 2023).
  -  → La Línea 9 de Metro en la estación de Vinateros. (Conexión en 2026).
  -  → La Línea 2 de Metro en la estación de La Elipa. (Conexión en 2026).
  -   → La LÍnea 7 y Línea 5 de Metro en la estación de Pueblo Nuevo.
  -  → La LÍnea 4 de Metro en la estación de Arturo Soria. (Conexión en 2026).
  -     → La Línea 8 y Línea 4 de Metro en la estación de Mar de Cristal y el nuevo Intercambiador de autobuses Urbanos e Interurbanos. (Conexión en 2026).
  -    → En la estación de Ciudad de la Justicia, el nuevo Intercambiador de autobuses Urbanos e Interurbanos, y estación de trenes de Cercanías de Madrid. (Conexión en 2026).
  -     →La Línea 8 de Metro en la estación de Aeropuerto T4, el Intercambiador de autobuses Urbanos, Interurbanos y de Largo recorrido, además de los trenes de Cercanías de Madrid (  ). (Conexión en 2026).[23]

En 2007, momento en el que el barrio todavía se está construyendo, se inaugura la estación de Metro de La Peseta en la Línea 11, provocando que el precio de la vivienda en el ensanche de La Peseta aumente mucho, especialmente en las urbanizaciones más cercanas a él. Actualmente, el ensanche de La Peseta tiene el precio del metro cuadrado más caro en toda la zona sur del río Manzanares, superándolo ampliamente. En 2017 se confirma la ampliación de la Línea 11 hasta Conde de Casal; y en 2020 se anuncia una nueva extensión: hacia el norte hasta llegar a Valdebebas, y hacia el sur hasta la estación de Cuatro Vientos. El 30 de noviembre de 2020, la Comunidad de Madrid presenta el proyecto de ampliación de la Línea 11 para convertirla en la gran Línea Diagonal de Madrid con 33,5 km de longitud, 21 estaciones, uniendo 11 de las 12 líneas de Metro que hay en la ciudad y conectando con 7 Intercambiadores de transporte. La ampliación de la Línea 11 hacia el norte es desde Plaza Elíptica (L6) hasta: Comillas, Madrid Río, Palos de la Frontera (L3), Atocha Renfe(L1) y Conde de Casal (L6), continuando después por Vinateros (L9), La Elipa (L2), Pueblo Nuevo (L5 y L7), Arturo Soria (L4), Mar de Cristal (L4 y L8), Ciudad de la Justicia, Aeropuerto T4 (L8) y Valdebebas Norte. La ampliación hacia el sur es hasta la estación de Cuatro Vientos (L10).

### Autobuses

#### Líneas urbanas
Las siguientes líneas de la Empresa Municipal de Transportes de Madrid prestan servicio al ensanche de La Peseta:
| Línea | Terminales                                 |
| ----- | ------------------------------------------ |
| E1    | Plaza de Cibeles – La Peseta               |
| 35    | Plaza Mayor – Carabanchel Alto             |
| 118   | Embajadores – Carabanchel Alto             |
| 155   | Plaza Elíptica – Aluche                    |
| N16   | Plaza de Cibeles – La Peseta               |
| N17   | Plaza de Cibeles – Carabanchel Alto        |
| SE832 | Príncipe Pío - Hospital Fundación San José |

#### Líneas interurbanas
También hay líneas interurbanas que prestan servicio al ensanche de La Peseta y lo conectan con otros municipios de la Comunidad de Madrid.
| Línea | Terminales                                            |
| ----- | ----------------------------------------------------- |
| 480   | Madrid (Plaza Elíptica) – Leganés (Estación Central)  |
| 481   | Madrid (Oporto) – Leganés (Parquesur-Hospital)        |
| 482   | Madrid (Aluche) – Leganés (Arroyo Culebro)            |
| 483   | Madrid (Aluche) – Leganés (Vereda de los Estudiantes) |
| 484   | Madrid (Oporto) – Leganés (Estación FFCC)             |
| 485   | Madrid (Aluche) – Leganés (Norte-Montepinos)          |
| 486   | Madrid (Oporto) – Leganés (Valdepelayo)               |
| 487   | Madrid (Aluche) – Leganés (San Nicasio)               |
| 491   | Madrid (Aluche) – Fuenlabrada (Bº Naranjo)            |
| 492   | Madrid (Aluche) – Fuenlabrada (P. Granada)            |
| 493   | Madrid (Aluche) – Fuenlabrada (Urb.Loranca)           |
| N802  | Madrid (Atocha) – Leganés (Vereda de los Estudiantes) |
| N803  | Madrid (Atocha) – Fuenlabrada (Bº Naranjo)            |
| N804  | Madrid (Atocha) – Fuenlabrada                         |

## Política y administración
| Partidos políticos en La Peseta - Resultados 2021 |                                   |       |         |
| Partido político                                  | Partido político                  | Votos | % Votos |
|                                                   | Partido Popular                   | 8200  | 57,50%  |
|                                                   | Vox                               | 1766  | 12,28%  |
|                                                   | Más Madrid                        | 1747  | 12,25%  |
|                                                   | Partido Socialista Obrero Español | 1214  | 8,50%   |
|                                                   | Ciudadanos                        | 799   | 5,60%   |
|                                                   | Podemos                           | 537   | 3,76%   |

| Lista de partidos políticos vencedores en La Peseta desde su creación |                  |
| Años                                                                  | Partido político |
| 2003                                                                  | Partido Popular  |
| 2007                                                                  | Partido Popular  |
| 2011                                                                  | Partido Popular  |
| 2015                                                                  | Partido Popular  |
| 2019                                                                  | Ciudadanos       |
| 2021                                                                  | Partido Popular  |

## Servicios y dotaciones

### Sanidad
- Hospital Fundación Instituto de San José, (avenida de la Hospitalidad, sn). Hospital privado de los Hermanos de San Juan de Dios, especializado en neurología, traumatología y paliativos.
- Centro de salud Avenida de la Peseta, (avenida de la Peseta, 74). Centro de salud público.
- Centro Médico Bellón, (avenida de la Peseta, 40). Centro médico privado, especializado en digestivo y cirugía estética.
- Los hospitales a los que menos se tarda en llegar desde la Peseta son: Hospital Universitario Quirón Pozuelo de Alarcón, Hospital Universitario HM Montepríncipe (Boadilla), Hospital Severo Ochoa (Leganés), Hospital Universitario de Getafe, Hospital 12 de Octubre, Hospital Central de la Defensa Gómez Ulla, Hospital Universitario Gregorio Marañón, Hospital Universitario Infantil Niño Jesús, Hospital Beata María Ana, y Hospital Universitario María Cristina.

### Educación
- Colegio CEIP Antonio Machado, (C. Allariz, 3). Colegio público trilingue de educación infantil y primaria.
- Colegio Ábaco, (avenida de la Peseta, 8). Colegio privado trilingüe desde educación infantil hasta bachillerato.
- Colegio Ártica, (calle de los Morales, 25). Colegio privado bilingüe desde educación infantil hasta bachillerato.
- Colegio CEIP Pinar de San José, (calle Patrimonio de la Humanidad, 39). Colegio público bilingüe de educación infantil y primaria.
- Colegio CEIP Maestro Padilla, (avenida de la Peseta, 112). Colegio público bilingüe de educación infantil y primaria.
- Instituto IES Francisco Ayala, (Edif. Secundaria, calle del Jacobeo, 33) (Edif. Bachillerato, C. Alfonso Fernández, 25) Instituto público bilingüe de educación secundaria y bachillerato.
- Colegio CPEE María Soriano, (avenida de la Peseta, 30). Colegio público de Educación Especial para alumnos con capacidades motoras diferentes.
- Escuela Infantil Nayer Kids, (avenida de la Peseta, 22). Escuela privada bilingüe de educación infantil.
- Escuela Infantil La Patria Chica, (calle Patrimonio de la Humanidad, 31). Escuela pública bilingüe de educación infantil.
- Escuela Infantil Cinco Lobitos, (calle Forsitia, 2). Escuela pública bilingüe de educación infantil.
- Escuela Infantil Soto del Parral, (calle Trompas, 19). Escuela pública bilingüe de educación infantil.
- Escuela de Música Isaac Albéniz, (calle Lonja de la Seda, 4). Escuela pública municipal de enseñanza musical.

### Deportes

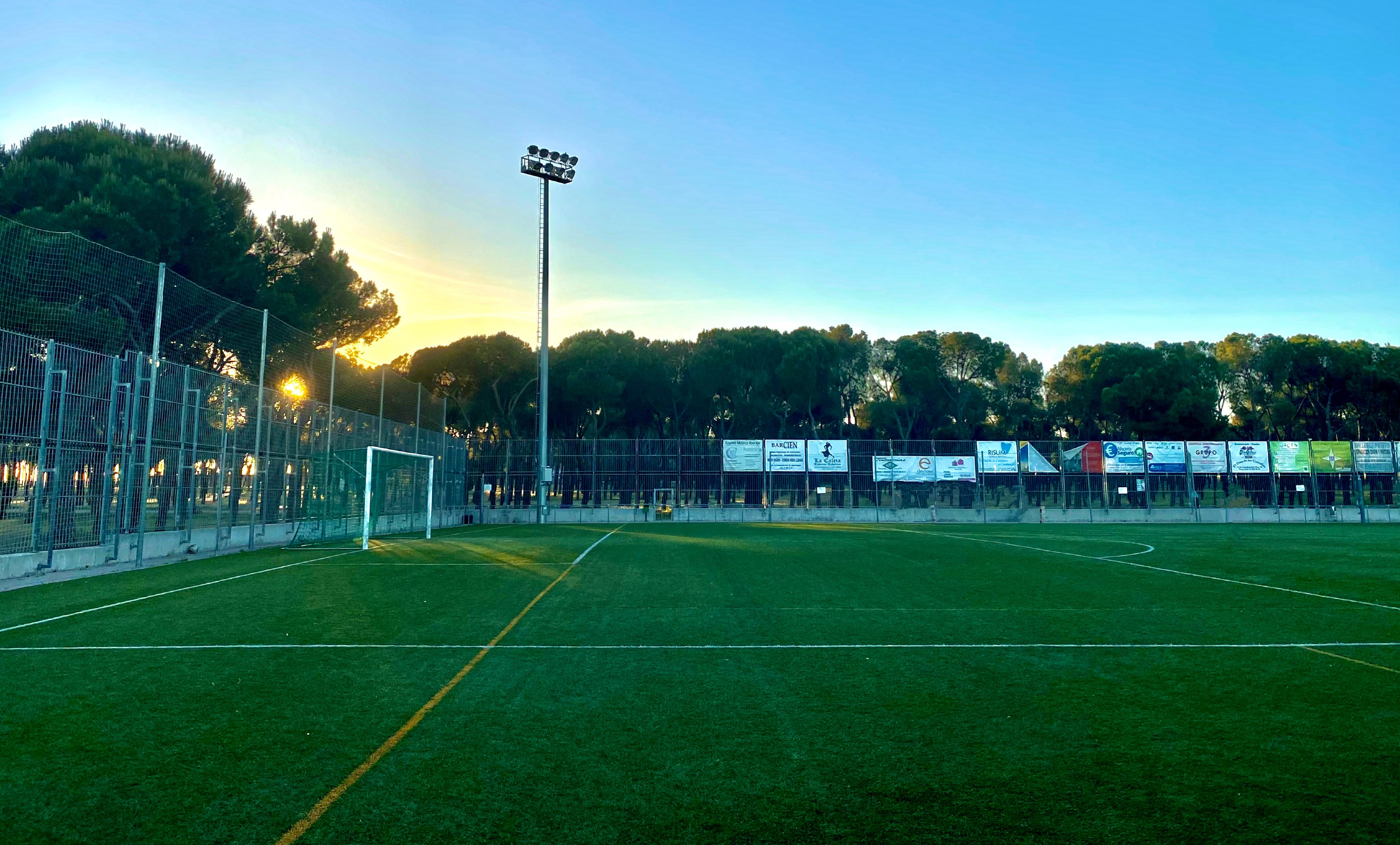
Campo de fútbol Pinar de San José

- Campo de fútbol Pinar de San JoséPolideportivo CDM Francisco Fernández Ochoa, (calle Catorce Olivas, 1). Centro deportivo de tenis, fútbol, hockey, natación, pádel, triatlón, baloncesto, voleibol, musculación y gimnasia.
- Campo de fútbol Pinar de San José, (calle Pinar de San José, 64). Campos de fútbol de césped artificial, instalación deportiva de la AD Piqueñas y CD La Mutual.
- Carril bici de más de 9 km en el ensanche de La Peseta. Es actualmente uno de los barrios con más extensión de carril bici de Madrid. El carril bici del barrio de La Peseta conecta con el Pinar de San José, con el Anillo Verde Ciclista que recorre todo Madrid, y permite conectar fácilmente con la Casa de Campo. Las vías principales por las que discurre el carril bici en el barrio de La Peseta son: avenida del Euro, carretera a Leganés, avenida de la Peseta, calle Jacobo y calle Patrimonio de la Humanidad.
- Campo de Golf Barberán y Collar, (camino de la Canaleja, sn / carretera de Extremadura, 581). Es un campo de golf de 9 hoyos con mucho bosque y vegetación propia de la zona durante todo el recorrido, la cual es un obstáculo para golfistas amateurs. Es adecuado para todo tipo de jugadores, pero especialmente para los expertos. Centro deportivo con escuela de golf, prácticas de golf, tenis, pádel y piscinas.

### Religiosas
- Parroquia Santa Maravillas de Jesús, (calle de los Morales, 64). Todos los días 11 de cada mes se venera la reliquia de la Santa en las misas correspondientes.
- Parroquia de San Benito Menni, (calle Catorce Olivas, 12).
- Catedral Ortodoxa Santísima Virgen María, (calle de las Flautas, 7).

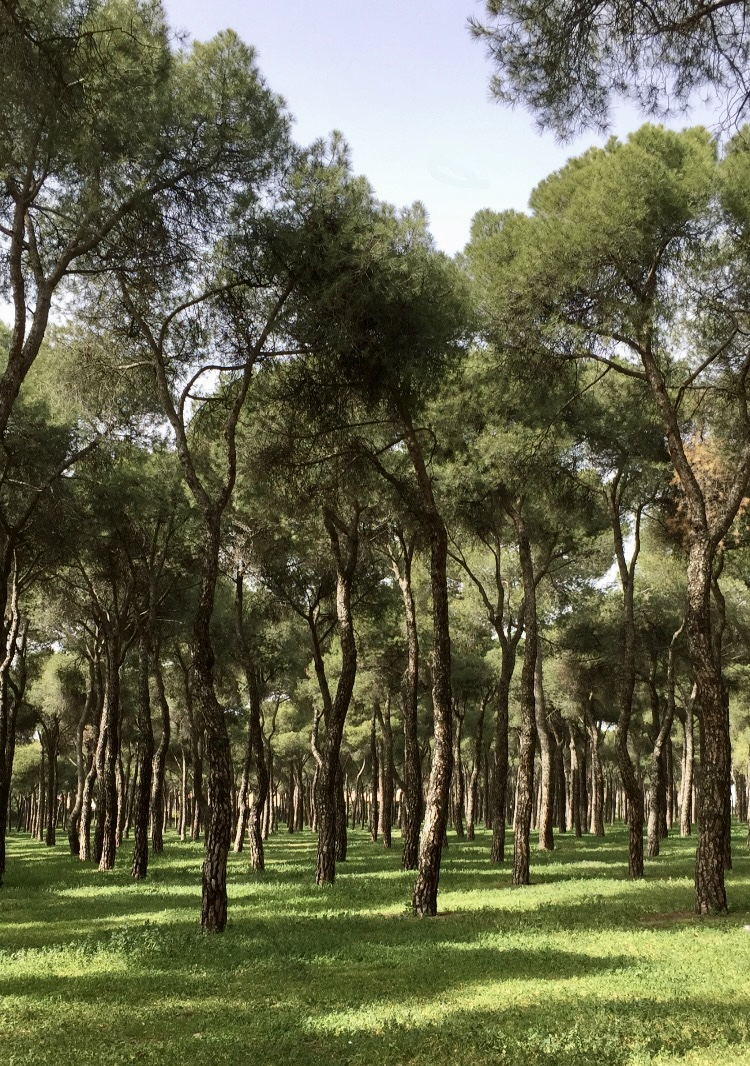
Pinar de San José

### Zonas verdes
- Pinar de San José, (calle de la Torta, 5). Bosque histórico de pinos piñoneros de 27,03 hectáreas, pudiendo llegar a ocupar 50 hectáreas según el actual proyecto de expansión del parque forestal. Su principal característica es que mantiene su condición de bosque sin ajardinar. Actualmente todavía se conservan miles de pinos piñoneros que fueron plantados en 1906 por la Orden de San Juan de Dios. Las aves más comunes en este pinar son: estorninos, abubillas, palomas torcaces, urracas, gorriones molineros, cotorras argentinas, pitos reales, agateadoras, carboneros y herrerillos.
- Parque Lineal Manolito Gafotas, (calle de los Morales, 50). Parque Lineal, proyectado con 4 km de longitud, que sirve de barrera natural protectora contra la M-40.
- Parque de Salvador Allende, (calle de Salvador Allende, 3). Área verde de más 37.000 m² dispuesta en dos niveles. En el más bajo se localiza el gran Auditorio Violeta Parra, y en el nivel superior hay una pequeña lámina de agua y un monolito que proviene de la antigua dovela de la tuneladora del Metro de La Peseta.
- Otros parques: jardín de la Hidalga, jardín de la Chocolatera, parque de la Tirolina, parque del Gato M, etc. El ensanche de la Peseta tiene 1,5 millones de m² de zonas verdes, lo que representa el 40% de su superficie, siendo declarado área de alta calidad medioambiental.[49]
- Bosque Metropolitano de Madrid, (calle Pinar de San José). Es un bosque que se extiende a lo largo de 75 kilómetros en la ciudad de Madrid. El bosque pretende actuar de cinturón ecológico circunvalando forestalmente la ciudad. Está situado dentro del municipio de Madrid y discurre próximo al borde del término municipal. En marzo de 2021 se anuncia que las zonas verdes de La Peseta y el Pinar de San José se unirán al Bosque Metropolitano de Madrid, en su ampliación hacia Pozuelo de Alarcón, llegando hasta Casa de Campo. La repoblación forestal comenzó en 2021.

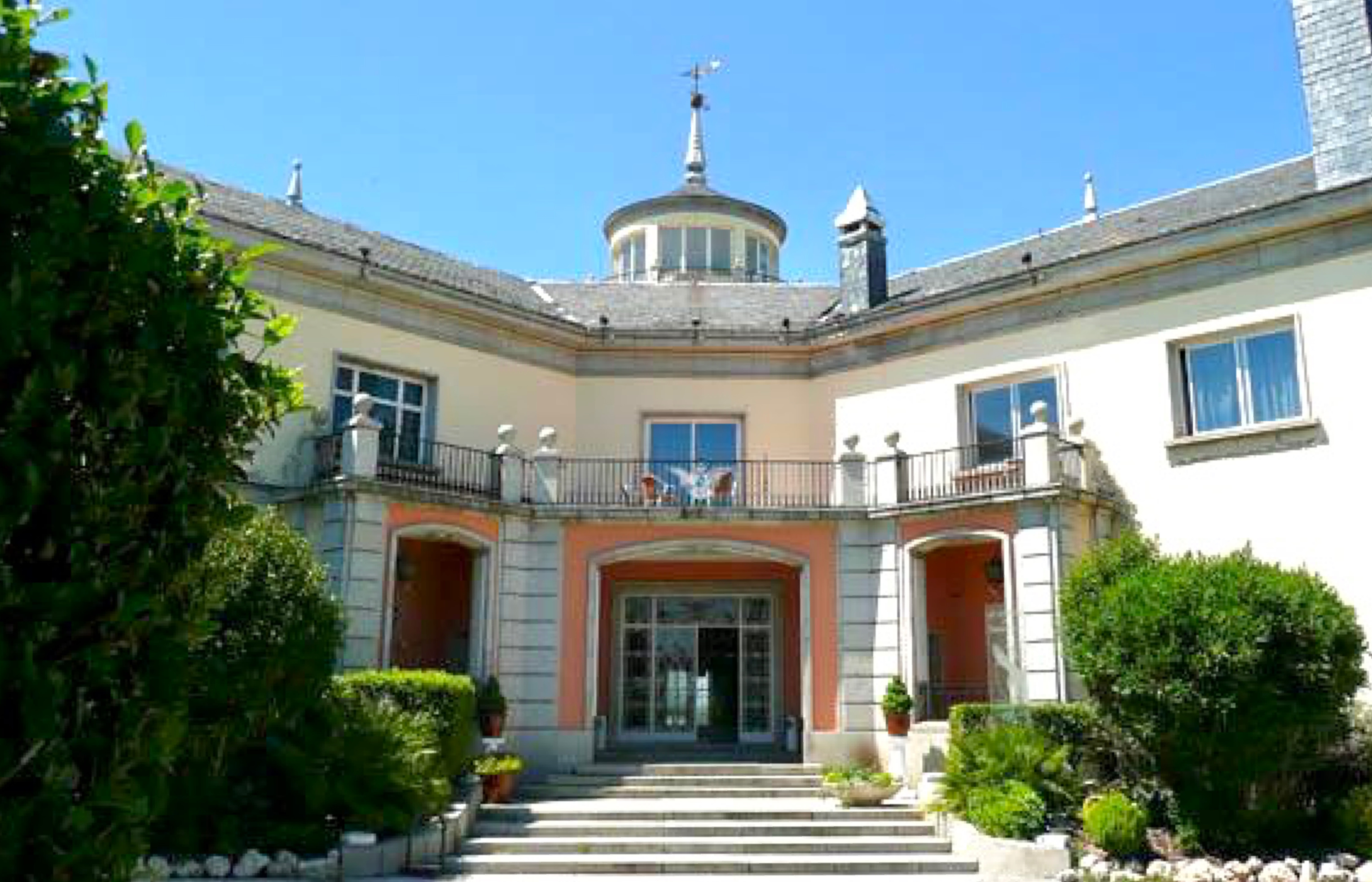
Restaurante RME, en la zona de La Peseta

### Ocio
- Restaurantes del Real Aeroclub de España (carretera barrio de La Fortuna, 14). Es un complejo al aire libre formado por diferentes fincas destinadas al ocio, restaurantes y eventos con 50.000 m² de jardines y zonas verdes. El complejo está formado por ocho restaurantes con jardín, entre los que destaca el RME (Restaurante Marca España) ubicado en el histórico edificio del Real Aero Club de España, construido en 1951.
- Centro Comercial Islazul, (calle Calderilla, 1). Es el centro comercial más grande en toda la ciudad de Madrid en el momento de la inauguración. Es el primer edificio de toda España que tiene cubierta EFTE, que permite la entrada de luz natural transmitiendo la sensación de espacio exterior. Es el centro comercial que tiene la pantalla de cine más grande de toda Europa. También es un referente de sostenibilidad medioambiental, consiguiendo la calificación de "excepcional" en 2019 como mejor centro comercial de todo el mundo,[45] y siendo seleccionado en los Premios Internacionales como Mejor Centro Comercial Europeo.